# Ducado de Plasencia

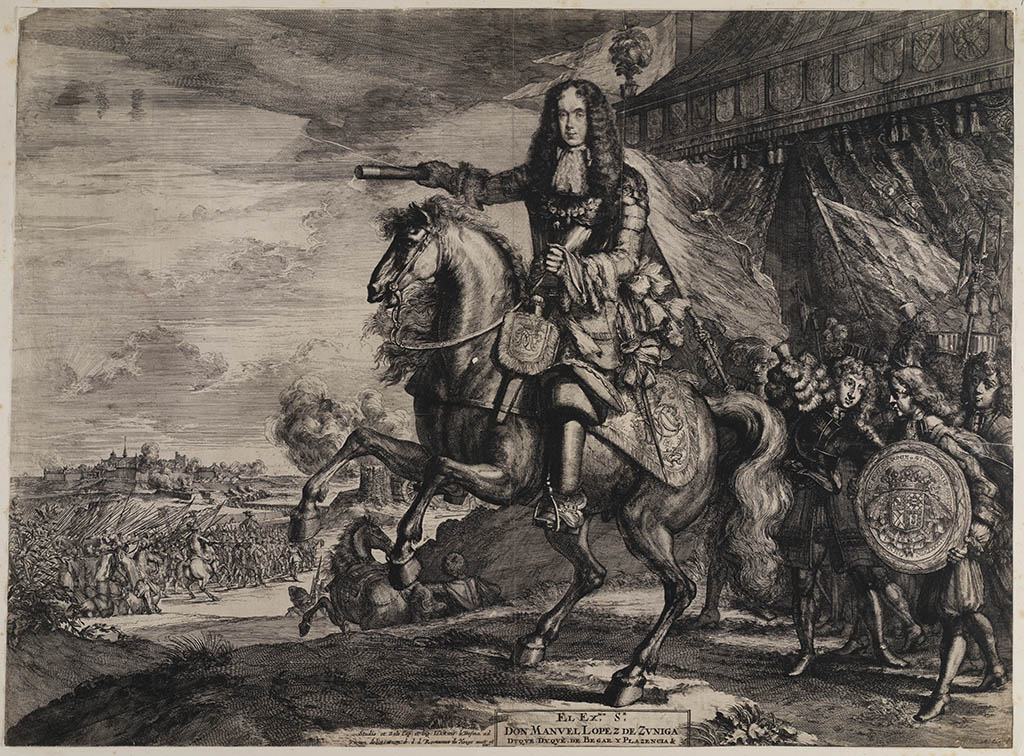
Retrato de Manuel López de Zúñiga, x duque de Plasencia y de Béjar, hacia 1682. Grabado de Romeyn de Hooghe.

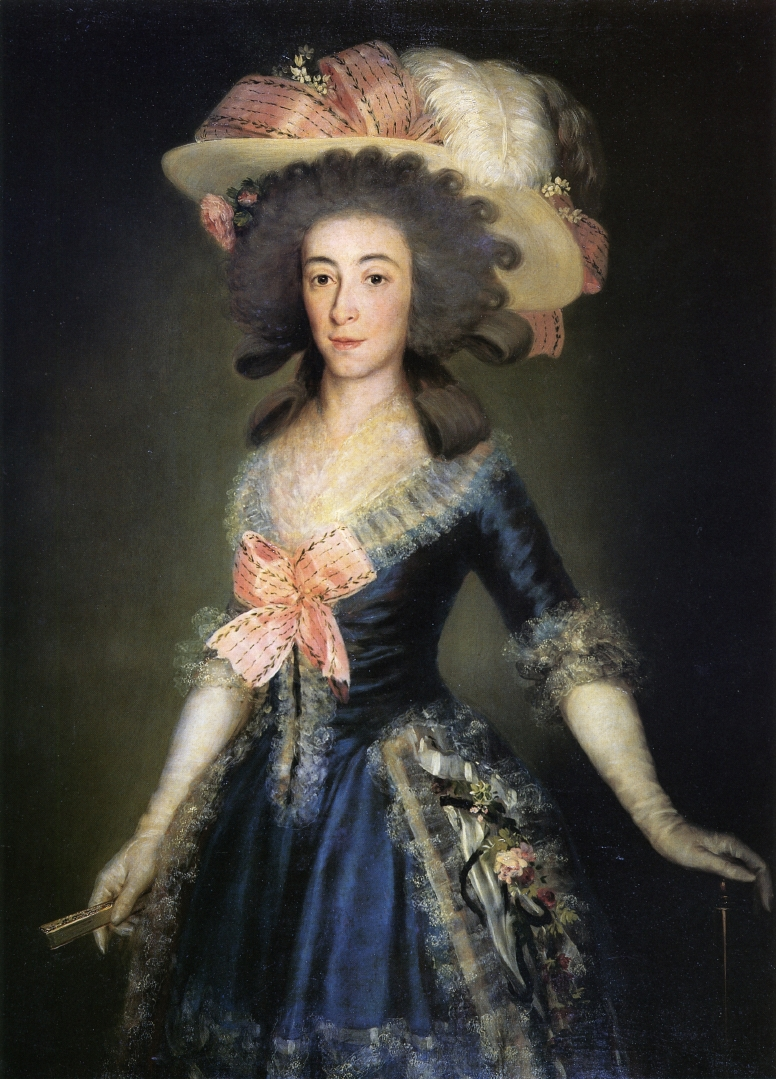
La xii duquesa de Benavente y xiii duquesa de Plasencia, entre otros muchos títulos, retratada por Goya (c. 1785).

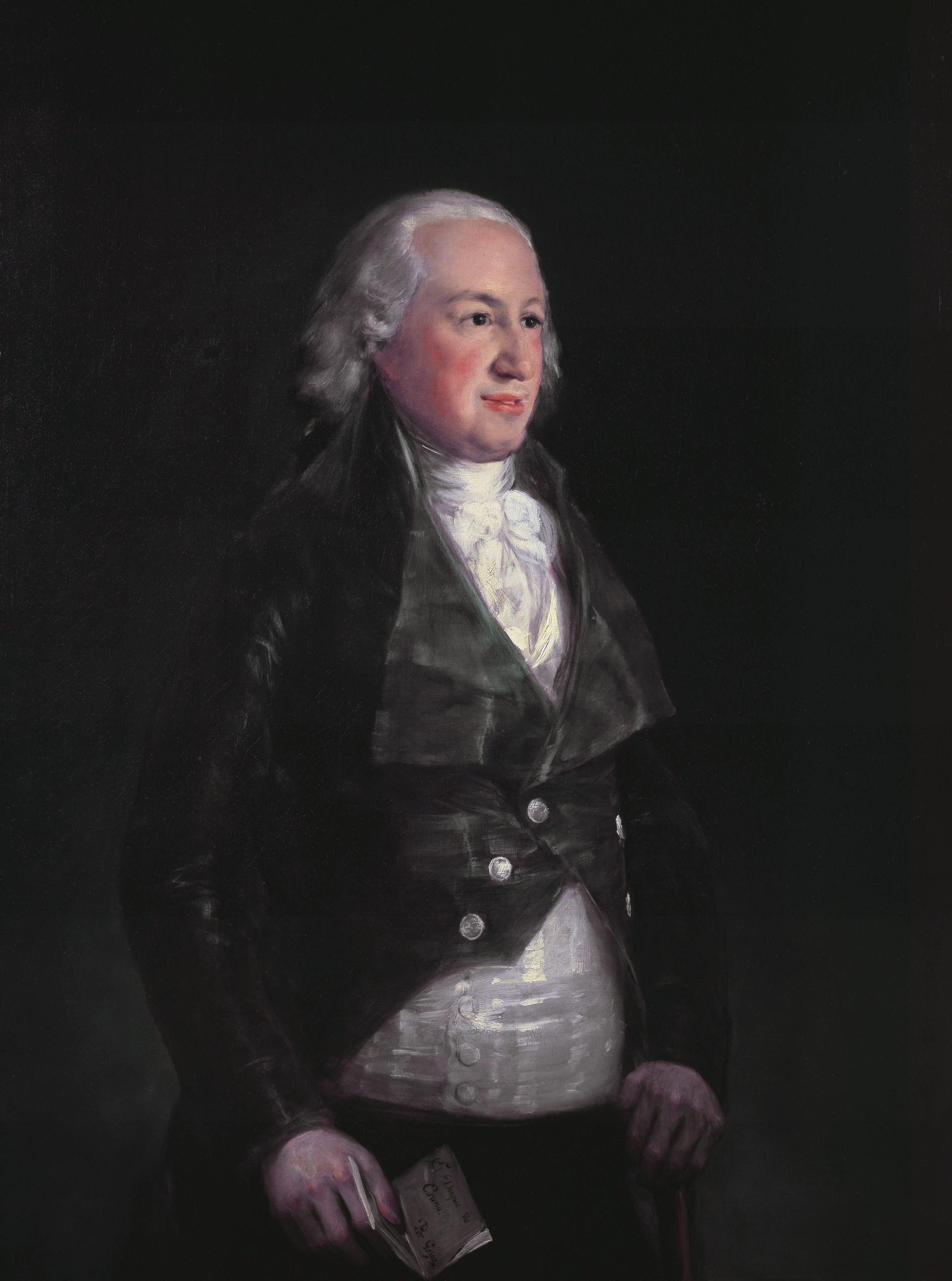
Pedro Téllez-Girón y Pacheco, ix duque de Osuna y xiii duque consorte de Plasencia. Francisco de Goya 1798. Colección Frick. Nueva York.

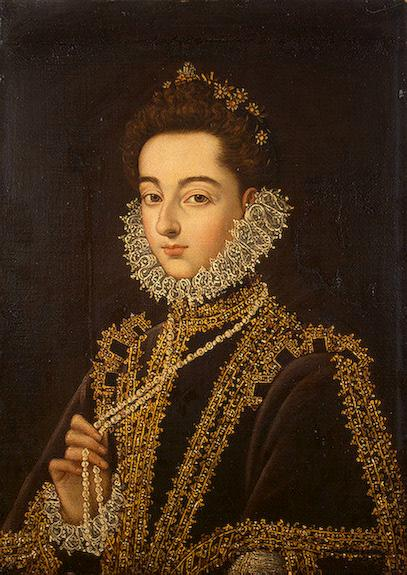
Retrato de Catalina Micaela, antepasada de la xx duquesa de Plasencia, pintado en 1585 por Sánchez Coello.

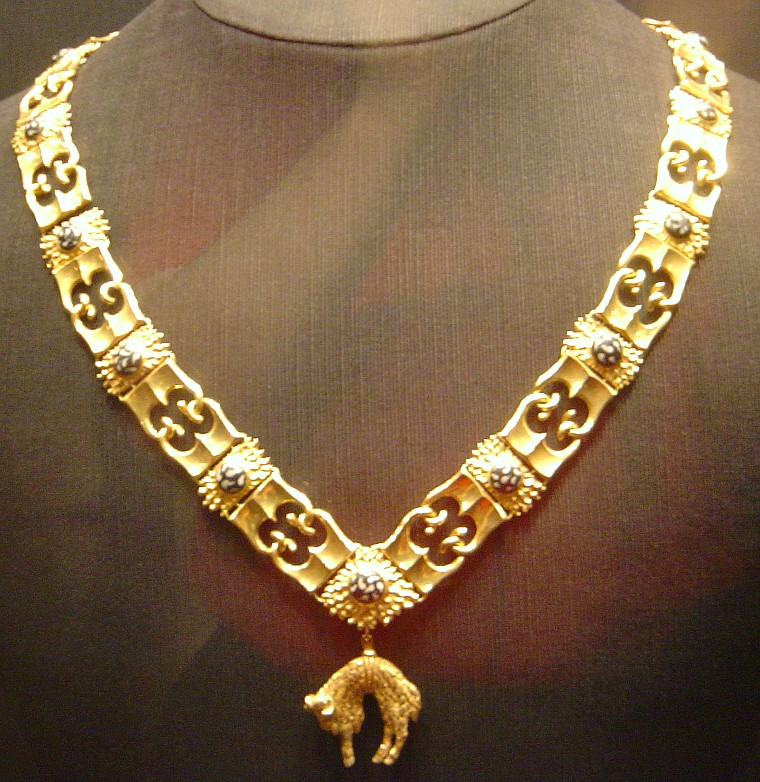
Collar de la Orden del Toisón de oro austríaca, conservado en la Cámara del Tesoro en Viena

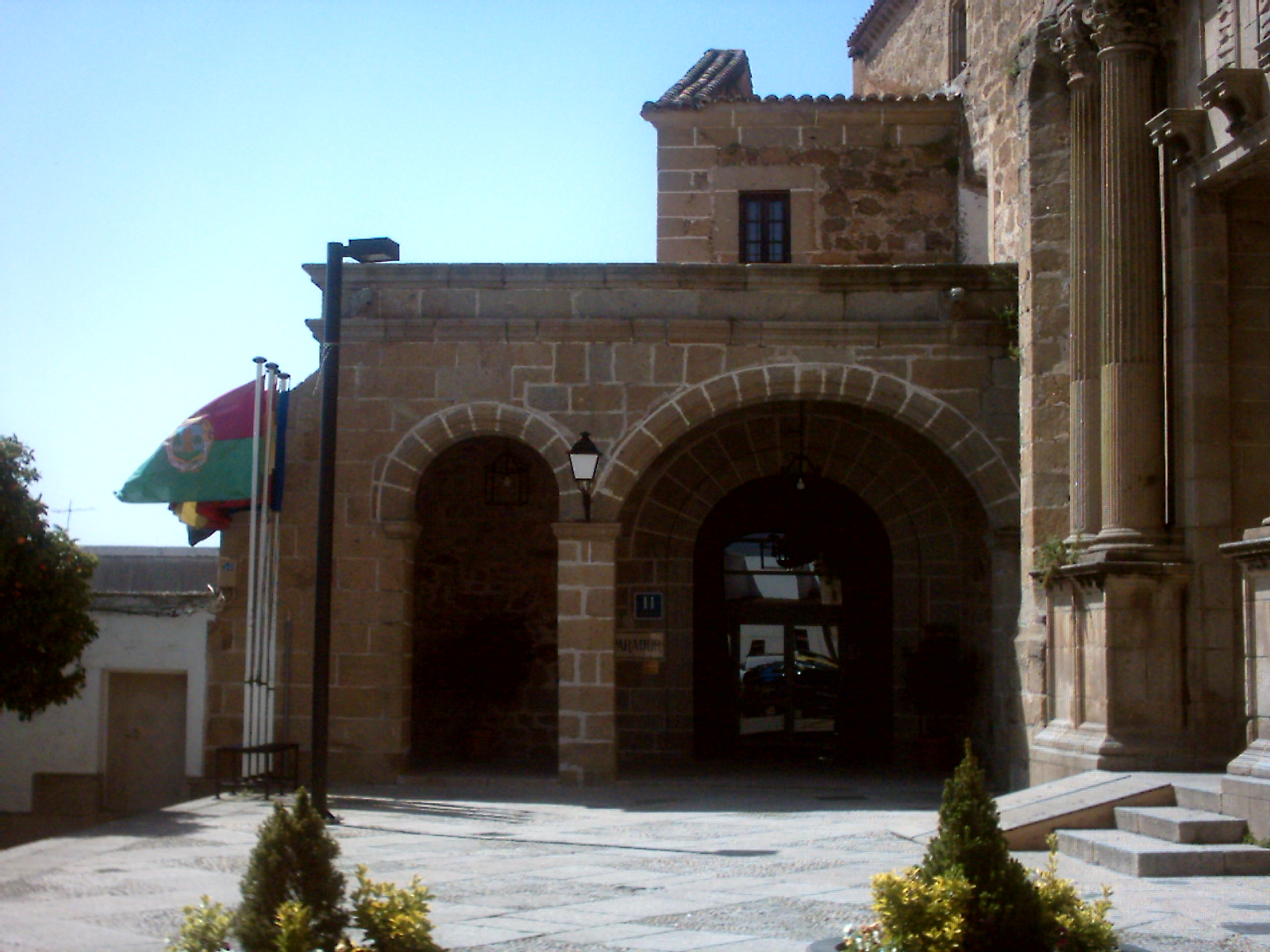
Fachada principal del convento de Santo Domingo, hoy Parador Nacional de Plasencia.

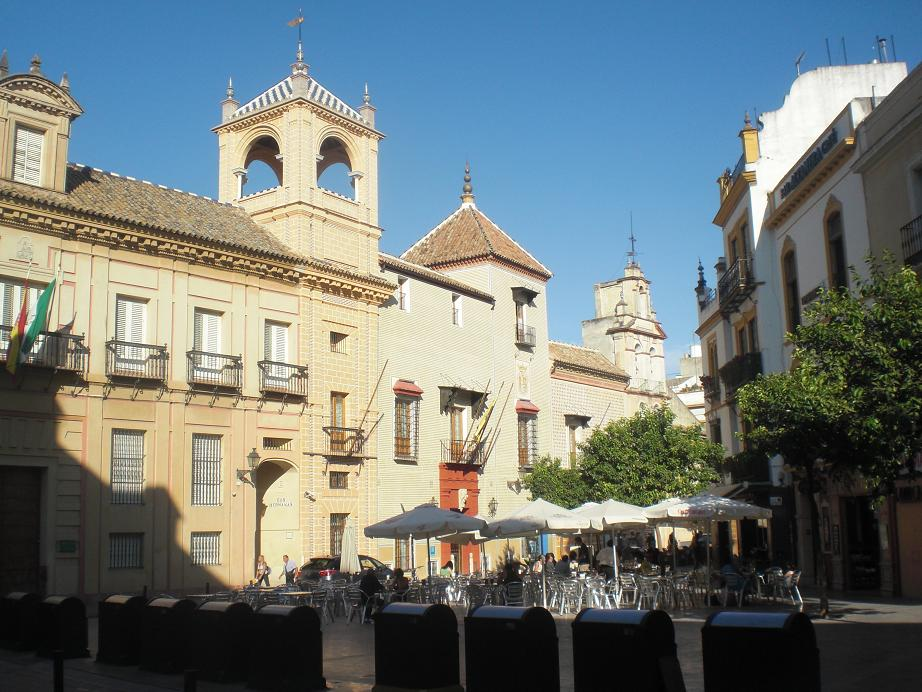
Fachada principal Palacio Altamira, Sevilla.

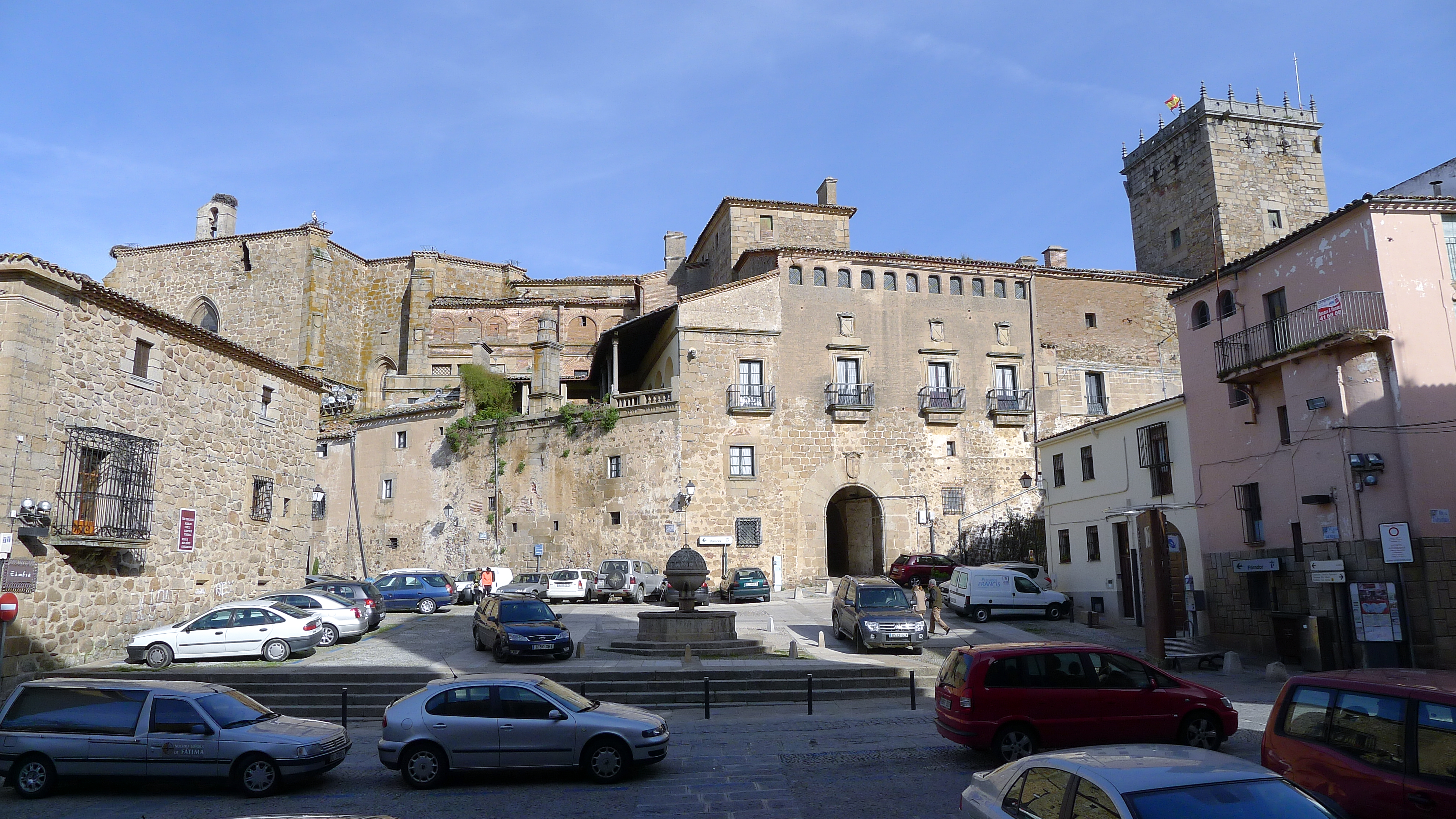
Fachada del palacio de Mirabel, en Plasencia.

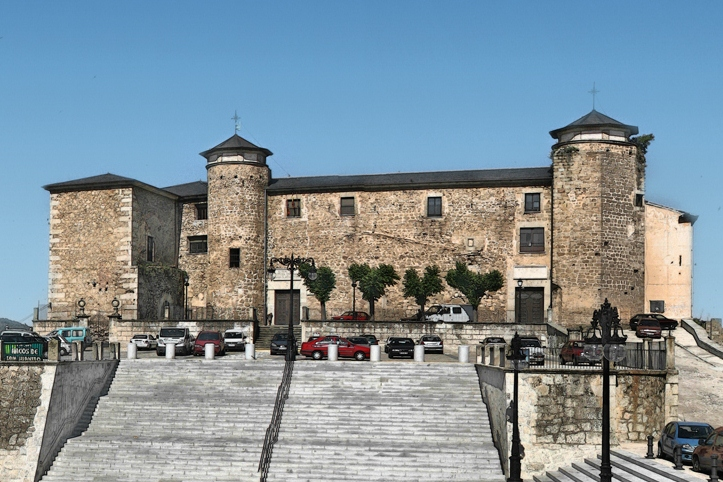
Fachada del palacio ducal de Béjar

El ducado de Plasencia es un título nobiliario del Reino de España que los Reyes Católicos concedieron en 1476 a Álvaro de Zúñiga y Guzmán, ii conde de Plasencia, por elevación del condado de Plasencia a Ducado y en compensación a la pérdida del ducado de Arévalo, que revirtió a la Corona.
El ducado de Arévalo, se le había concedido junto con el condado de Bañares.
Posteriormente, se le concedió también el ducado de Béjar, y ambos ducados permanecieron juntos hasta bien entrado el siglo XIX, de tal manera que se llegó a pensar que formaban un mismo título. No obstante, un decreto real vino a aclarar esta situación y permitió que la xvi titular ostentase el título de duquesa de Plasencia por separado del título de duque de Béjar.
Su nombre se refiere al municipio de Plasencia, en la provincia de Cáceres.

## Lista de titulares
|                                                | Titular                                               | Periodo                                        |
| Creación por Fernando V e Isabel I de Castilla | Creación por Fernando V e Isabel I de Castilla        | Creación por Fernando V e Isabel I de Castilla |
| ---------------------------------------------- | ----------------------------------------------------- | ---------------------------------------------- |
| i                                              | Álvaro de Zúñiga y Guzmán                             | 1476-1488                                      |
| ii                                             | Álvaro de Zúñiga y Pérez de Guzmán                    | 1488-1532                                      |
| iii                                            | Teresa de Zúñiga y Manrique de Lara                   | 1532-1565                                      |
| iv                                             | Francisco de Zúñiga y Sotomayor                       | 1565-1591                                      |
| v                                              | Francisco Diego López de Zúñiga y Mendoza             | 1591-1601                                      |
| vi                                             | Alfonso López de Zúñiga y Pérez de Guzmán             | 1601-1619                                      |
| vii                                            | Francisco López de Zúñiga y Mendoza                   | 1619-1636                                      |
| viii                                           | Alfonso López de Zúñiga y Mendoza                     | 1636-1660                                      |
| ix                                             | Juan Manuel López de Zúñiga y Mendoza                 | 1660-1664                                      |
| x                                              | Manuel López de Zúñiga y Sarmiento de Silva           | 1664-1686                                      |
| xi                                             | Juan Manuel López de Zúñiga y Castro                  | 1686-1747                                      |
| xii                                            | Joaquín López de Zúñiga y Castro                      | 1747-1777                                      |
| xiii                                           | María Josefa Pimentel y Téllez-Girón                  | 1777-1834                                      |
| xiv                                            | Pedro de Alcántara Téllez-Girón y Beaufort Spontin    | 1834-1844                                      |
| xv                                             | Mariano Téllez-Girón y Beaufort Spontin               | 1844-1882                                      |
| xvi                                            | María del Pilar Gayoso de los Cobos y Sevilla         | 1882-1932                                      |
| xvii                                           | Ignacio Fernández de Henestrosa y Gayoso de los Cobos | 1940-1948                                      |
| xviii                                          | José María Martorell y Téllez-Girón                   | 1959-1960                                      |
| xix                                            | Ángela María Téllez-Girón y Duque de Estrada          | 1962-1974                                      |
| xx                                             | María de Gracia de Solís-Beaumont y Téllez-Girón      | 1974-2021                                      |
| xxi                                            | María de Gracia Rúspoli y de Solís-Beaumont           | 2021-                                          |

## Reseña histórica de la casa ducal
Los Estados de Plasencia y de Béjar fueron vertebrados por la Casa de Stúñiga, Estúñiga o Zúñiga, un linaje navarro emparentado con los soberanos de dicho reino pirenaico, oriundo del valle homónimo, emplazado en la merindad de Estella. Su antiguo blasón incorpora las cadenas que Sancho VII de Navarra rompió en la Batalla de las Navas de Tolosa (1212) en la que participaron sus huestes: en campo de gules, una banda de oro, y puesta en orla, brochante sobre el todo, una cadena de oro de ocho eslabones. A finales del siglo XIII, la guerra dinástica que estalla en Navarra y termina con la incorporación a Francia, hace que Iñigo Ortiz de Stúñiga (1255-1315), alférez mayor de Navarra, se refugie con su familia y algunos vasallos en La Rioja (1274), revirtiendo su señorío a la corona (1276), pero consiguiendo la protección de Alfonso X de Castilla, que le dona, entre otros, los dominios de Las Cuevas y Bañares. A partir de este personaje las ramas del linaje se diseminarán por el País Vasco, La Rioja, Guadalajara y Andalucía. Su tataranieto Diego López de Estúñiga (1350-1417), como cabeza del linaje, fue señor de Zúñiga, Mendavia, Las Cuevas, Bañares, Béjar, Curiel y otras villas, beneficiándose de las mercedes enriqueñas y actuando como gobernador del reino de Castilla durante las minorías de Enrique III de Castilla y Juan II de Castilla. En 1391 se le encargó la pacificación de la ciudad de Sevilla tras el asalto a su judería, siendo recompensado con algunas casas donde construiría un palacio a imagen del Real Alcázar, y que actualmente es conocido como el  palacio de Altamira. Siendo ya justicia mayor de Castilla, instituye en sus testamentos de 1399 y 1417 siete mayorazgos para cada uno de sus hijos con las villas de Bañares (concedida en 1379 por Juan I de Castilla siendo infante), Capilla (comprada en 1382) y Burguillos del Cerro (adquirida en 1394). A estas alturas de la historia, la base de su riqueza residía en su vinculación con la Mesta; en 1396 el linaje cambia Frías (Burgos) por Béjar, controlando las cañadas que circulaban entre Extremadura y Castilla la Vieja. En 1429 Pedro de Zúñiga (1417-1454) es nombrado conde de Ledesma, si bien las guerras civiles trastámaras le obligaron a abandonar dicho señorío a favor de uno de los infantes, compensándole Juan II, primero con el condado de  Trujillo, el 22 de octubre de 1440, y, ante la negativa de esta villa a pasar a jurisdicción señorial con, en segundo lugar, la jurisdicción sobre Plasencia (1442). De este modo, su primogénito Pedro López de Zúñiga heredó Béjar (Salamanca) y Plasencia (Cáceres). Sin embargo su máximo ascenso tuvo lugar durante el reinado de los Reyes Católicos: Álvaro de Zúñiga y Guzmán (1408-1488), ostentó los títulos de i conde de Bañares (1469), I duque de Arévalo (aunque luego revertiría a la corona), i duque de Plasencia (1479) y i duque de Béjar (1485); en tanto que Juan de Zúñiga y Pimentel (1459-1504) fue maestre de la Orden de Alcántara, arzobispo de Sevilla y cardenal. En 1519, Álvaro de Zúñiga y Pérez de Guzmán (1460-1531) es distinguido con el toisón de oro y, en 1520, con la Grandeza de España, integrando la elite de la aristocracia peninsular. Teresa de Zúñiga y Manrique de Lara, iii duquesa de Plasencia y de Béjar, enlazó con Alonso Francisco de Zúñiga y Sotomayor, V conde de Belalcázar y vizconde de Puebla de Alcocer, extendiendo el poder de los Zúñiga por el sur de Extremadura y el norte de Córdoba. En sus capitulaciones matrimoniales se fijó que el primer apellido de los sucesores siempre fuese Zúñiga. Ya en el siglo XVII, a través del enlace entre Francisco López de Zúñiga y Mendoza, vii Duque de Plasencia y de Béjar, con Ana de Mendoza, iii duquesa de Mandas y Villanueva, v marquesa de Terranova, tales dominios se integran en la Casa de Plasencia y de Béjar, siendo en dicho periodo la cuarta casa nobiliaria por ingresos de España, con unos 80.000 ducados anuales. Fieles servidores de la Casa de Austria, su fidelidad al candidato austriaco durante la Guerra de Sucesión Española propició el destierro del titular de la Casa y la pérdida de sus privilegios, hasta que fue indultado y en 1732 se le volvió a otorgar a su primogénito la grandeza de España. Al morir sin descendientes directos Joaquín Diego López de Zúñiga y Castro, xii duque de Plasencia y de Béjar, todos sus títulos fueron incorporados a la Casa de Benavente, que terminan siendo absorbidos por la Casa de Osuna.
Aparte de las dignidades y reconocimientos que, a lo largo de los siglos, han ostentado los miembros de la Casa Ducal, de Plasencia y de Béjar, por sus contribuciones y logros al Reino, y a la Corona, han sido distinguidos, también, como caballeros de la Insigne Orden del Toisón de Oro, hasta en ocho ocasiones (sin contar consortes), siendo estos: el ii duque (cuyas armas aparecen en el coro de la Catedral de Barcelona, pintadas por Joan de Burgunya), en 1519, el vi, en 1610, el vii, en 1621, el viii, en 1656, el x, en 1668, el xi, en 1686, el xii, en 1750 y el xv, en 1860.

## Historia
María de Gracia de Solís-Beaumont y Téllez-Girón (m. 20 de febrero de 2021), grande de España, xx duquesa de Plasencia, (22 de febrero de 1974) y xvi marquesa de Frómista (anulado en 2009 en contra de las leyes de preferencia de descendientes sobre "ascendientes" y la propia carta de concesión del título), es hija de la decimosexta duquesa de Osuna, Ángela María Téllez-Girón y Duque de Estrada, así como es Dama de honor y devoción de la Soberana Orden de Malta, Dama Gran Cruz de la Sagrada Orden Militar Constantiniana de San Jorge,  Dama de la Asociación de Hidalgos a Fuero de España, Dama de la Real Maestranza de Caballería de Zaragoza, Dama Enfermera de la Cruz Roja Española y restauradora. Contrajo matrimonio en La Puebla de Montalbán, provincia de Toledo, el 11 de octubre de 1975, con el príncipe italiano  Carlo Emanuele Maria Ruspoli y Soler, de los príncipes de Poggio Suasa y de Cerveteri, iii duque de Morignano, Noble de Viterbo y de Orvieto, Patricio Romano y Príncipe del Sacro Imperio Romano, arquitecto, escritor (con diecisiete libros publicados, entre biografías, ensayos y novelas), Caballero de honor y devoción de la Soberana Orden de Malta. Su padrino de boda fue S.M. el Rey Humberto II de Italia. La madrina fue su madre, la duquesa de Osuna.
El matrimonio tiene una hija, María de Gracia Ruspoli y Solís-Beaumont, princesa de Ruspoli, xxi duquesa de Plasencia, grande de España, y xvi marquesa del Villar de Grajanejos (25 de diciembre de 1995), licenciada en ADE, Dama de honor y devoción de la Soberana Orden de Malta y noble de Viterbo; casada, el 28 de noviembre de 2009 con  Javier Isidro González de Gregorio y Molina (Doctor en Derecho), de la familia de los condes de la Puebla de Valverde, señor Divisero del Solar y Villa de Tejada, del  Linaje Santisteban; bisnieto de Isabel Rodríguez de Castro, Bueno, de Castro, de Mena, García-Hidalgo y Hernández-Pinzón 
(duquesa consorte de Santa Elena), nieto en cuarto grado de Pedro Turull y, en tercero, de Julián Casildo Arribas; e hijo de Leoncio González de Gregorio y Martí y de Marta Fernanda Molina von Stranz [de los señores de Tullestete/Tüllstedt (actual Döllstädt en Bad Langensalza), entre otros territorios y castillos, descendiente de Ekkehard von Tüllstedt, noble de Brandenburgo, de origen eslavo, quien en 1120 (siglo XII) se asentó en Turingia y cuyo descendiente, Hermann, Burgraffen (≃vizconde) de Leisnig, pasó en 1210 (siglo XIII) a usar el apellido Strantz von Tullestete, latinizado, en alemán Stranz von Tüllstedt o Stranz von Döllstädt, origen del apellido Stranz, Strantz, Stranze y Stranzen, en sus cuatro variantes, también llamados Brandenburgo, y que pertenecen a la categoría Uradel de la nobleza alemana]. La ix marquesa del Villar de Grajanejos lo fue María del Pilar Teresa Cayetana de Silva y Álvarez de Toledo, xiii duquesa de Alba de Tormes. El matrimonio tiene dos hijas:
- María de Gracia González de Gregorio y Ruspoli (2015), y
- Blanca Micaela González de Gregorio y Ruspoli (2018).

## Árbol genealógico
| \| \| \| \| \| \| \| \| \| \| \| \| \| \| \| \| \| Álvaro de Zúñiga, i duque de Béjar y Plasencia († 1488) \| \| \| \| \| \| \| \| \| \| \| \| \| \| \| \| \| \| \| \| \| \| \| \| \| \| \| \| \| \| \| \| \| \| \| \| \| \| \| \| \| \| \| \| \| \| \| \| \| \| \| \| \| \| \| \| \| \| \| \| \| \| \| \| \| \| \| \| \| \| \| \| \| \| \| \| \| \| \| \| \| \| \| \| \| \| \| \| \| \| \| \| \| \| \| \| \| \| \| \| \| \| \| \| \| \| \| \| \| \| \| \| \| \| \| \| \| \| \| \| \| \| \| \| \| \| \| \| \| \| \| \| \| \| \| \| \| \| \| \| \| \| \| \| \| \| \| \| \| \| \| \| \| \| \| \| \| \| \| \| \| \| \| \| \| \| Pedro de Zúñiga, ii conde de Bañares (1430-1484) \| \| \| \| \| \| \| \| \| \| \| \| \| \| \| \| \| \| \| \| \| \| \| \| \| \| \| \| \| \| \| \| \| \| \| \| \| \| \| \| \| \| \| \| \| \| \| \| \| \| \| \| \| \| \| \| \| \| \| \| \| \| \| \| \| \| \| \| \| \| \| \| \| \| \| \| \| \| \| \| \| \| \| \| \| \| \| \| \| \| \| \| \| \| \| \| \| \| \| \| \| \| \| \| \| \| \| \| \| \| \| \| \| \| \| \| \| \| \| \| \| \| \| \| \| \| \| \| \| \| \| \| \| \| \| \| \| \| \| \| \| \| \| \| \| \| \| \| \| \| \| \| \| \| \| \| \| \| \| \| \| \| \| \| \| \| \| \| \| \| \| \| \| \| \| \| \| \| \| \| \| \| \| \| \| \| \| \| \| \| \| \| \| \| \| \| \| \| \| \| \| \| \| \| \| \| \| \| \| \| \| \| \| \| \| \| \| \| \| \| \| \| \| \| \| \| \| \| \| \| \| \| \| \| \| \| \| \| \| \| \| Álvaro de Zúñiga, ii duque de Béjar y Plasencia († 1531) \| Álvaro de Zúñiga, ii duque de Béjar y Plasencia († 1531) \| Álvaro de Zúñiga, ii duque de Béjar y Plasencia († 1531) \| Álvaro de Zúñiga, ii duque de Béjar y Plasencia († 1531) \| Álvaro de Zúñiga, ii duque de Béjar y Plasencia († 1531) \| Álvaro de Zúñiga, ii duque de Béjar y Plasencia († 1531) \| \| \| Francisco de Zúñiga, i marqués de Ayamonte († 1525) \| Francisco de Zúñiga, i marqués de Ayamonte († 1525) \| Francisco de Zúñiga, i marqués de Ayamonte († 1525) \| Francisco de Zúñiga, i marqués de Ayamonte († 1525) \| Francisco de Zúñiga, i marqués de Ayamonte († 1525) \| Francisco de Zúñiga, i marqués de Ayamonte († 1525) \| \| \| \| \| \| \| \| \| \| \| \| \| \| \| \| \| \| \| \| \| \| \| \| \| \| \| \| \| \| \| \| \| \| \| \| \| \| \| \| \| \| \| \| \| \| \| \| \| \| \| \| \| \| \| \| \| \| \| \| \| \| \| \| \| \| \| \| \| \| Álvaro de Zúñiga, ii duque de Béjar y Plasencia († 1531) \| Álvaro de Zúñiga, ii duque de Béjar y Plasencia († 1531) \| Álvaro de Zúñiga, ii duque de Béjar y Plasencia († 1531) \| Álvaro de Zúñiga, ii duque de Béjar y Plasencia († 1531) \| Álvaro de Zúñiga, ii duque de Béjar y Plasencia († 1531) \| Álvaro de Zúñiga, ii duque de Béjar y Plasencia († 1531) \| \| \| Francisco de Zúñiga, i marqués de Ayamonte († 1525) \| Francisco de Zúñiga, i marqués de Ayamonte († 1525) \| Francisco de Zúñiga, i marqués de Ayamonte († 1525) \| Francisco de Zúñiga, i marqués de Ayamonte († 1525) \| Francisco de Zúñiga, i marqués de Ayamonte († 1525) \| Francisco de Zúñiga, i marqués de Ayamonte († 1525) \| \| \| \| \| \| \| \| \| \| \| \| \| \| \| \| \| \| \| \| \| \| \| \| \| \| \| \| \| \| \| \| \| \| \| \| \| \| \| \| \| \| \| \| \| \| \| \| \| \| \| \| \| \| \| \| \| \| \| \| \| \| \| \| \| \| \| \| \| \| \| \| \| \| \| \| \| \| Teresa de Zúñiga, iii duquesa de Béjar y Plasencia (1502-1565) \| \| \| \| \| \| \| \| \| \| \| \| \| \| \| \| \| \| \| \| \| \| \| \| \| \| \| \| \| \| \| \| \| \| \| \| \| \| \| \| \| \| \| \| \| \| \| \| \| \| \| \| \| \| \| \| \| \| \| \| \| \| \| \| \| \| \| \| \| \| \| \| \| \| \| \| \| \| \| \| \| \| \| \| \| \| \| \| \| \| \| \| \| \| \| \| \| \| \| \| \| \| \| \| \| \| \| \| \| \| \| \| \| \| \| \| \| \| \| \| \| \| \| \| \| \| \| \| \| \| \| \| \| \| \| \| \| \| \| \| \| \| \| \| \| \| \| \| \| \| \| \| \| \| \| \| \| \| \| \| \| \| \| \| \| \| Francisco de Zúñiga Sotomayor, iv duque de Béjar y Plasencia (1523-1591) \| \| \| \| \| \| \| \| \| \| \| \| \| \| \| \| \| \| \| \| \| \| \| \| \| \| \| \| \| \| \| \| \| \| \| \| \| \| \| \| \| \| \| \| \| \| \| \| \| \| \| \| \| \| \| \| \| \| \| \| \| \| \| \| \| \| \| \| \| \| \| \| \| \| \| \| \| \| \| \| \| \| \| \| \| \| \| \| \| \| \| \| \| \| \| \| \| \| \| \| \| \| \| \| \| \| \| \| \| \| \| \| \| \| \| \| \| \| \| \| \| \| \| \| \| \| \| \| \| \| \| \| \| \| \| \| \| \| \| \| \| \| \| \| \| \| \| \| \| \| \| \| \| \| \| \| \| \| \| \| \| \| \| \| \| \| Francisco Diego de Zúñiga Sotomayor, v duque de Béjar y Plasencia (1550-1601) \| \| \| \| \| \| \| \| \| \| \| \| \| \| \| \| \| \| \| \| \| \| \| \| \| \| \| \| \| \| \| \| \| \| \| \| \| \| \| \| \| \| \| \| \| \| \| \| \| \| \| \| \| \| \| \| \| \| \| \| \| \| \| \| \| \| \| \| \| \| \| \| \| \| \| \| \| \| \| \| \| \| \| \| \| \| \| \| \| \| \| \| \| \| \| \| \| \| \| \| \| \| \| \| \| \| \| \| \| \| \| \| \| \| \| \| \| \| \| \| \| \| \| \| \| \| \| \| \| \| \| \| \| \| \| \| \| \| \| \| \| \| \| \| \| \| \| \| \| \| \| \| \| \| \| \| \| \| \| \| \| \| \| \| \| \| Alonso Diego de Zúñiga Sotomayor, vi duque de Béjar y Plasencia (1578-1619) \| \| \| \| \| \| \| \| \| \| \| \| \| \| \| \| \| \| \| \| \| \| \| \| \| \| \| \| \| \| \| \| \| \| \| \| \| \| \| \| \| \| \| \| \| \| \| \| \| \| \| \| \| \| \| \| \| \| \| \| \| \| \| \| \| \| \| \| \| \| \| \| \| \| \| \| \| \| \| \| \| \| \| \| \| \| \| \| \| \| \| \| \| \| \| \| \| \| \| \| \| \| \| \| \| \| \| \| \| \| \| \| \| \| \| \| \| \| \| \| \| \| \| \| \| \| \| \| \| \| \| \| \| \| \| \| \| \| \| \| \| \| \| \| \| \| \| \| \| \| \| \| \| \| \| \| \| \| \| \| \| \| \| \| \| \| Francisco Diego de Zúñiga Sotomayor, vii duque de Béjar y Plasencia (1596-1636) \| \| \| \| \| \| \| \| \| \| \| \| \| \| \| \| \| \| \| \| \| \| \| \| \| \| \| \| \| \| \| \| \| \| \| \| \| \| \| \| \| \| \| \| \| \| \| \| \| \| \| \| \| \| \| \| \| \| \| \| \| \| \| \| \| \| \| \| \| \| \| \| \| \| \| \| \| \| \| \| \| \| \| \| \| \| \| \| \| \| \| \| \| \| \| \| \| \| \| \| \| \| \| \| \| \| \| \| \| \| \| \| \| \| \| \| \| \| \| \| \| \| \| \| \| \| \| \| \| \| \| \| \| \| \| \| \| \| \| \| \| \| \| \| \| \| \| \| \| \| \| \| \| \| \| \| \| \| \| \| \| \| \| \| \| \| \| \| \| \| \| \| \| \| \| \| \| \| \| \| \| \| \| \| \| \| \| \| \| \| \| \| \| \| \| \| \| \| \| \| \| \| \| \| \| \| \| \| \| \| \| \| \| \| \| \| \| \| \| \| \| \| \| \| \| \| \| \| \| \| \| \| \| \| \| \| \| \| \| \| \| Alfonso Diego de Zúñiga Sotomayor, viii duque de Béjar y Plasencia (1621-1660) \| Alfonso Diego de Zúñiga Sotomayor, viii duque de Béjar y Plasencia (1621-1660) \| Alfonso Diego de Zúñiga Sotomayor, viii duque de Béjar y Plasencia (1621-1660) \| Alfonso Diego de Zúñiga Sotomayor, viii duque de Béjar y Plasencia (1621-1660) \| Alfonso Diego de Zúñiga Sotomayor, viii duque de Béjar y Plasencia (1621-1660) \| Alfonso Diego de Zúñiga Sotomayor, viii duque de Béjar y Plasencia (1621-1660) \| \| \| Juan Manuel de Zúñiga Sotomayor, ix duque de Béjar y Plasencia (1622-1660) \| Juan Manuel de Zúñiga Sotomayor, ix duque de Béjar y Plasencia (1622-1660) \| Juan Manuel de Zúñiga Sotomayor, ix duque de Béjar y Plasencia (1622-1660) \| Juan Manuel de Zúñiga Sotomayor, ix duque de Béjar y Plasencia (1622-1660) \| Juan Manuel de Zúñiga Sotomayor, ix duque de Béjar y Plasencia (1622-1660) \| Juan Manuel de Zúñiga Sotomayor, ix duque de Béjar y Plasencia (1622-1660) \| \| \| \| \| \| \| \| \| \| \| \| \| \| \| \| \| \| \| \| \| \| \| \| \| \| \| \| \| \| \| \| \| \| \| \| \| \| \| \| \| \| \| \| \| \| \| \| \| \| \| \| \| \| \| \| \| \| \| \| \| \| \| \| \| \| \| \| \| \| Alfonso Diego de Zúñiga Sotomayor, viii duque de Béjar y Plasencia (1621-1660) \| Alfonso Diego de Zúñiga Sotomayor, viii duque de Béjar y Plasencia (1621-1660) \| Alfonso Diego de Zúñiga Sotomayor, viii duque de Béjar y Plasencia (1621-1660) \| Alfonso Diego de Zúñiga Sotomayor, viii duque de Béjar y Plasencia (1621-1660) \| Alfonso Diego de Zúñiga Sotomayor, viii duque de Béjar y Plasencia (1621-1660) \| Alfonso Diego de Zúñiga Sotomayor, viii duque de Béjar y Plasencia (1621-1660) \| \| \| Juan Manuel de Zúñiga Sotomayor, ix duque de Béjar y Plasencia (1622-1660) \| Juan Manuel de Zúñiga Sotomayor, ix duque de Béjar y Plasencia (1622-1660) \| Juan Manuel de Zúñiga Sotomayor, ix duque de Béjar y Plasencia (1622-1660) \| Juan Manuel de Zúñiga Sotomayor, ix duque de Béjar y Plasencia (1622-1660) \| Juan Manuel de Zúñiga Sotomayor, ix duque de Béjar y Plasencia (1622-1660) \| Juan Manuel de Zúñiga Sotomayor, ix duque de Béjar y Plasencia (1622-1660) \| \| \| \| \| \| \| \| \| \| \| \| \| \| \| \| \| \| \| \| \| \| \| \| \| \| \| \| \| \| \| \| \| \| \| \| \| \| \| \| \| \| \| \| \| \| \| \| \| \| \| \| \| \| \| \| \| \| \| \| \| \| \| \| \| \| \| \| \| \| \| \| \| \| \| \| \| \| \| \| \| \| \| \| \| \| \| \| \| \| \| \| \| \| \| \| \| \| \| \| \| \| \| \| \| \| \| \| \| \| \| \| \| \| \| \| \| \| \| \| \| \| \| \| \| \| \| \| \| \| \| \| \| \| \| \| \| \| \| \| \| \| \| \| \| \| \| \| \| \| \| \| \| \| \| \| \| \| \| \| \| Manuela de Zúñiga Sotomayor, condesa duquesa de Benavente \| Manuela de Zúñiga Sotomayor, condesa duquesa de Benavente \| Manuela de Zúñiga Sotomayor, condesa duquesa de Benavente \| Manuela de Zúñiga Sotomayor, condesa duquesa de Benavente \| Manuela de Zúñiga Sotomayor, condesa duquesa de Benavente \| Manuela de Zúñiga Sotomayor, condesa duquesa de Benavente \| \| \| Manuel Diego de Zúñiga Sotomayor, x duque de Béjar y Plasencia (1657-1686) \| Manuel Diego de Zúñiga Sotomayor, x duque de Béjar y Plasencia (1657-1686) \| Manuel Diego de Zúñiga Sotomayor, x duque de Béjar y Plasencia (1657-1686) \| Manuel Diego de Zúñiga Sotomayor, x duque de Béjar y Plasencia (1657-1686) \| Manuel Diego de Zúñiga Sotomayor, x duque de Béjar y Plasencia (1657-1686) \| Manuel Diego de Zúñiga Sotomayor, x duque de Béjar y Plasencia (1657-1686) \| \| \| \| \| \| \| \| \| \| \| \| \| \| \| \| \| \| \| \| \| \| \| \| \| \| \| \| \| \| \| \| \| \| \| \| \| \| \| \| \| \| \| \| \| \| \| \| \| \| \| \| \| \| \| \| \| \| \| \| \| \| \| \| \| \| \| \| \| \| Manuela de Zúñiga Sotomayor, condesa duquesa de Benavente \| Manuela de Zúñiga Sotomayor, condesa duquesa de Benavente \| Manuela de Zúñiga Sotomayor, condesa duquesa de Benavente \| Manuela de Zúñiga Sotomayor, condesa duquesa de Benavente \| Manuela de Zúñiga Sotomayor, condesa duquesa de Benavente \| Manuela de Zúñiga Sotomayor, condesa duquesa de Benavente \| \| \| Manuel Diego de Zúñiga Sotomayor, x duque de Béjar y Plasencia (1657-1686) \| Manuel Diego de Zúñiga Sotomayor, x duque de Béjar y Plasencia (1657-1686) \| Manuel Diego de Zúñiga Sotomayor, x duque de Béjar y Plasencia (1657-1686) \| Manuel Diego de Zúñiga Sotomayor, x duque de Béjar y Plasencia (1657-1686) \| Manuel Diego de Zúñiga Sotomayor, x duque de Béjar y Plasencia (1657-1686) \| Manuel Diego de Zúñiga Sotomayor, x duque de Béjar y Plasencia (1657-1686) \| \| \| \| \| \| \| \| \| \| \| \| \| \| \| \| \| \| \| \| \| \| \| \| \| \| \| \| \| \| \| \| \| \| \| \| \| \| \| \| \| \| \| \| \| \| \| \| \| \| \| \| \| \| \| \| \| \| \| \| \| \| \| \| \| \| \| \| \| \| Antonio Francisco Pimentel, xiii conde x duque de Benavente († 1743) \| Antonio Francisco Pimentel, xiii conde x duque de Benavente († 1743) \| Antonio Francisco Pimentel, xiii conde x duque de Benavente († 1743) \| Antonio Francisco Pimentel, xiii conde x duque de Benavente († 1743) \| Antonio Francisco Pimentel, xiii conde x duque de Benavente († 1743) \| Antonio Francisco Pimentel, xiii conde x duque de Benavente († 1743) \| \| \| Juan Manuel de Zúñiga Sotomayor, xi duque de Béjar y Plasencia (1680-1647) \| Juan Manuel de Zúñiga Sotomayor, xi duque de Béjar y Plasencia (1680-1647) \| Juan Manuel de Zúñiga Sotomayor, xi duque de Béjar y Plasencia (1680-1647) \| Juan Manuel de Zúñiga Sotomayor, xi duque de Béjar y Plasencia (1680-1647) \| Juan Manuel de Zúñiga Sotomayor, xi duque de Béjar y Plasencia (1680-1647) \| Juan Manuel de Zúñiga Sotomayor, xi duque de Béjar y Plasencia (1680-1647) \| \| \| \| \| \| \| \| \| \| \| \| \| \| \| \| \| \| \| \| \| \| \| \| \| \| \| \| \| \| \| \| \| \| \| \| \| \| \| \| \| \| \| \| \| \| \| \| \| \| \| \| \| \| \| \| \| \| \| \| \| \| \| \| \| \| \| \| \| \| Antonio Francisco Pimentel, xiii conde x duque de Benavente († 1743) \| Antonio Francisco Pimentel, xiii conde x duque de Benavente († 1743) \| Antonio Francisco Pimentel, xiii conde x duque de Benavente († 1743) \| Antonio Francisco Pimentel, xiii conde x duque de Benavente († 1743) \| Antonio Francisco Pimentel, xiii conde x duque de Benavente († 1743) \| Antonio Francisco Pimentel, xiii conde x duque de Benavente († 1743) \| \| \| Juan Manuel de Zúñiga Sotomayor, xi duque de Béjar y Plasencia (1680-1647) \| Juan Manuel de Zúñiga Sotomayor, xi duque de Béjar y Plasencia (1680-1647) \| Juan Manuel de Zúñiga Sotomayor, xi duque de Béjar y Plasencia (1680-1647) \| Juan Manuel de Zúñiga Sotomayor, xi duque de Béjar y Plasencia (1680-1647) \| Juan Manuel de Zúñiga Sotomayor, xi duque de Béjar y Plasencia (1680-1647) \| Juan Manuel de Zúñiga Sotomayor, xi duque de Béjar y Plasencia (1680-1647) \| \| \| \| \| \| \| \| \| \| \| \| \| \| \| \| \| \| \| \| \| \| \| \| \| \| \| \| \| \| \| \| \| \| \| \| \| \| \| \| \| \| \| \| \| \| \| \| \| \| \| \| \| \| \| \| \| \| \| \| \| \| \| \| \| \| \| \| \| \| Francisco Alfonso Pimentel, xiv conde xi duque de Benavente (1707-1763) \| Francisco Alfonso Pimentel, xiv conde xi duque de Benavente (1707-1763) \| Francisco Alfonso Pimentel, xiv conde xi duque de Benavente (1707-1763) \| Francisco Alfonso Pimentel, xiv conde xi duque de Benavente (1707-1763) \| Francisco Alfonso Pimentel, xiv conde xi duque de Benavente (1707-1763) \| Francisco Alfonso Pimentel, xiv conde xi duque de Benavente (1707-1763) \| \| \| Joaquín Diego de Zúñiga Sotomayor, xii duque de Béjar y Plasencia (1715-1777) \| Joaquín Diego de Zúñiga Sotomayor, xii duque de Béjar y Plasencia (1715-1777) \| Joaquín Diego de Zúñiga Sotomayor, xii duque de Béjar y Plasencia (1715-1777) \| Joaquín Diego de Zúñiga Sotomayor, xii duque de Béjar y Plasencia (1715-1777) \| Joaquín Diego de Zúñiga Sotomayor, xii duque de Béjar y Plasencia (1715-1777) \| Joaquín Diego de Zúñiga Sotomayor, xii duque de Béjar y Plasencia (1715-1777) \| \| \| \| \| \| \| \| \| \| \| \| \| \| \| \| \| \| \| \| \| \| \| \| \| \| \| \| \| \| \| \| \| \| \| \| \| \| \| \| \| \| \| \| \| \| \| \| \| \| \| \| \| \| \| \| \| \| \| \| \| \| \| \| \| \| \| \| \| \| Francisco Alfonso Pimentel, xiv conde xi duque de Benavente (1707-1763) \| Francisco Alfonso Pimentel, xiv conde xi duque de Benavente (1707-1763) \| Francisco Alfonso Pimentel, xiv conde xi duque de Benavente (1707-1763) \| Francisco Alfonso Pimentel, xiv conde xi duque de Benavente (1707-1763) \| Francisco Alfonso Pimentel, xiv conde xi duque de Benavente (1707-1763) \| Francisco Alfonso Pimentel, xiv conde xi duque de Benavente (1707-1763) \| \| \| Joaquín Diego de Zúñiga Sotomayor, xii duque de Béjar y Plasencia (1715-1777) \| Joaquín Diego de Zúñiga Sotomayor, xii duque de Béjar y Plasencia (1715-1777) \| Joaquín Diego de Zúñiga Sotomayor, xii duque de Béjar y Plasencia (1715-1777) \| Joaquín Diego de Zúñiga Sotomayor, xii duque de Béjar y Plasencia (1715-1777) \| Joaquín Diego de Zúñiga Sotomayor, xii duque de Béjar y Plasencia (1715-1777) \| Joaquín Diego de Zúñiga Sotomayor, xii duque de Béjar y Plasencia (1715-1777) \| \| \| \| \| \| \| \| \| \| \| \| \| \| \| \| \| \| \| \| \| \| \| \| \| \| \| \| \| \| \| \| \| \| \| \| \| \| \| \| \| \| \| \| \| \| \| \| \| \| \| \| \| \| \| \| \| \| \| \| \| \| \| \| \| \| \| \| \| \| María Josefa Pimentel, duquesa de Osuna, xv condesa xii duquesa de Benavente, xiii duquesa de Béjar y Plasencia (1752-1834) \| \| \| \| \| \| \| \| \| \| \| \| \| \| \| \| \| \| \| \| \| \| \| \| \| \| \| \| \| \| \| \| \| \| \| \| \| \| \| \| \| \| \| \| \| \| \| \| \| \| \| \| \| \| \| \| \| \| \| \| \| \| \| \| \| \| \| \| \| \| \| \| \| \| \| \| \| \| \| \| \| \| \| \| \| \| \| \| \| \| \| \| \| \| \| \| \| \| \| \| \| \| \| \| \| \| \| \| \| \| \| \| \| \| \| \| \| \| \| \| \| \| \| \| \| \| \| \| \| \| \| \| \| \| \| \| \| \| \| \| \| \| \| \| \| \| \| \| \| \| \| \| \| \| \| \| \| \| \| \| \| \| \| \| \| \| \| \| \| \| \| \| \| \| \| \| \| \| \| \| \| \| \| \| \| \| \| \| \| \| \| \| \| \| \| \| \| \| \| \| \| \| \| \| \| \| \| \| \| \| \| \| \| \| \| \| \| \| \| \| \| \| \| \| \| \| \| \| \| \| \| \| \| María Josefa Téllez-Girón, marquesa de Camarasa (1783-1817) \| María Josefa Téllez-Girón, marquesa de Camarasa (1783-1817) \| María Josefa Téllez-Girón, marquesa de Camarasa (1783-1817) \| María Josefa Téllez-Girón, marquesa de Camarasa (1783-1817) \| María Josefa Téllez-Girón, marquesa de Camarasa (1783-1817) \| María Josefa Téllez-Girón, marquesa de Camarasa (1783-1817) \| \| \| \| \| \| \| \| \| \| \| Francisco de Borja Téllez-Girón, x duque de Osuna (1785-1820) \| Francisco de Borja Téllez-Girón, x duque de Osuna (1785-1820) \| Francisco de Borja Téllez-Girón, x duque de Osuna (1785-1820) \| Francisco de Borja Téllez-Girón, x duque de Osuna (1785-1820) \| Francisco de Borja Téllez-Girón, x duque de Osuna (1785-1820) \| Francisco de Borja Téllez-Girón, x duque de Osuna (1785-1820) \| \| \| \| \| \| \| \| \| \| \| Pedro de Alcántara Téllez-Girón, ii príncipe de Anglona (1786-1851) \| Pedro de Alcántara Téllez-Girón, ii príncipe de Anglona (1786-1851) \| Pedro de Alcántara Téllez-Girón, ii príncipe de Anglona (1786-1851) \| Pedro de Alcántara Téllez-Girón, ii príncipe de Anglona (1786-1851) \| Pedro de Alcántara Téllez-Girón, ii príncipe de Anglona (1786-1851) \| Pedro de Alcántara Téllez-Girón, ii príncipe de Anglona (1786-1851) \| \| \| \| \| \| \| \| \| \| \| \| \| \| \| \| \| \| \| \| \| \| \| \| \| \| \| \| \| \| \| \| \| \| \| \| \| \| \| \| \| \| \| \| \| \| María Josefa Téllez-Girón, marquesa de Camarasa (1783-1817) \| María Josefa Téllez-Girón, marquesa de Camarasa (1783-1817) \| María Josefa Téllez-Girón, marquesa de Camarasa (1783-1817) \| María Josefa Téllez-Girón, marquesa de Camarasa (1783-1817) \| María Josefa Téllez-Girón, marquesa de Camarasa (1783-1817) \| María Josefa Téllez-Girón, marquesa de Camarasa (1783-1817) \| \| \| \| \| \| \| \| \| \| \| Francisco de Borja Téllez-Girón, x duque de Osuna (1785-1820) \| Francisco de Borja Téllez-Girón, x duque de Osuna (1785-1820) \| Francisco de Borja Téllez-Girón, x duque de Osuna (1785-1820) \| Francisco de Borja Téllez-Girón, x duque de Osuna (1785-1820) \| Francisco de Borja Téllez-Girón, x duque de Osuna (1785-1820) \| Francisco de Borja Téllez-Girón, x duque de Osuna (1785-1820) \| \| \| \| \| \| \| \| \| \| \| Pedro de Alcántara Téllez-Girón, ii príncipe de Anglona (1786-1851) \| Pedro de Alcántara Téllez-Girón, ii príncipe de Anglona (1786-1851) \| Pedro de Alcántara Téllez-Girón, ii príncipe de Anglona (1786-1851) \| Pedro de Alcántara Téllez-Girón, ii príncipe de Anglona (1786-1851) \| Pedro de Alcántara Téllez-Girón, ii príncipe de Anglona (1786-1851) \| Pedro de Alcántara Téllez-Girón, ii príncipe de Anglona (1786-1851) \| \| \| \| \| \| \| \| \| \| \| \| \| \| \| \| \| \| \| \| \| \| \| \| \| \| \| \| \| \| \| \| \| \| \| \| \| \| \| \| \| \| \| \| \| \| \| \| \| \| \| \| \| \| \| \| \| \| \| \| \| \| \| \| \| \| \| \| \| \| \| \| \| \| \| \| \| \| \| \| \| \| \| \| \| \| \| \| \| \| \| \| \| \| \| \| \| \| \| \| \| \| \| \| \| \| \| \| \| \| \| \| \| \| \| \| \| \| \| \| \| \| \| \| \| \| \| \| \| Jacobo Gayoso de los Cobos, xiv marqués de Camarasa (1816-1871) \| Jacobo Gayoso de los Cobos, xiv marqués de Camarasa (1816-1871) \| Jacobo Gayoso de los Cobos, xiv marqués de Camarasa (1816-1871) \| Jacobo Gayoso de los Cobos, xiv marqués de Camarasa (1816-1871) \| Jacobo Gayoso de los Cobos, xiv marqués de Camarasa (1816-1871) \| Jacobo Gayoso de los Cobos, xiv marqués de Camarasa (1816-1871) \| \| \| \| \| \| \| \| \| \| \| Pedro de Alcántara Téllez-Girón, xi duque de Osuna, xiv duque de Béjar y Plasencia (1810-1844) \| Pedro de Alcántara Téllez-Girón, xi duque de Osuna, xiv duque de Béjar y Plasencia (1810-1844) \| Pedro de Alcántara Téllez-Girón, xi duque de Osuna, xiv duque de Béjar y Plasencia (1810-1844) \| Pedro de Alcántara Téllez-Girón, xi duque de Osuna, xiv duque de Béjar y Plasencia (1810-1844) \| Pedro de Alcántara Téllez-Girón, xi duque de Osuna, xiv duque de Béjar y Plasencia (1810-1844) \| Pedro de Alcántara Téllez-Girón, xi duque de Osuna, xiv duque de Béjar y Plasencia (1810-1844) \| \| \| Mariano Téllez-Girón, xii duque de Osuna, xv duque de Béjar y Plasencia (1814-1882) \| Mariano Téllez-Girón, xii duque de Osuna, xv duque de Béjar y Plasencia (1814-1882) \| Mariano Téllez-Girón, xii duque de Osuna, xv duque de Béjar y Plasencia (1814-1882) \| Mariano Téllez-Girón, xii duque de Osuna, xv duque de Béjar y Plasencia (1814-1882) \| Mariano Téllez-Girón, xii duque de Osuna, xv duque de Béjar y Plasencia (1814-1882) \| Mariano Téllez-Girón, xii duque de Osuna, xv duque de Béjar y Plasencia (1814-1882) \| \| \| Pedro de Alcántara Téllez-Girón, xiii duque de Osuna (1812-1900) \| Pedro de Alcántara Téllez-Girón, xiii duque de Osuna (1812-1900) \| Pedro de Alcántara Téllez-Girón, xiii duque de Osuna (1812-1900) \| Pedro de Alcántara Téllez-Girón, xiii duque de Osuna (1812-1900) \| Pedro de Alcántara Téllez-Girón, xiii duque de Osuna (1812-1900) \| Pedro de Alcántara Téllez-Girón, xiii duque de Osuna (1812-1900) \| \| \| Tirso María Téllez-Girón, duque de Uceda (1817-1871) \| Tirso María Téllez-Girón, duque de Uceda (1817-1871) \| Tirso María Téllez-Girón, duque de Uceda (1817-1871) \| Tirso María Téllez-Girón, duque de Uceda (1817-1871) \| Tirso María Téllez-Girón, duque de Uceda (1817-1871) \| Tirso María Téllez-Girón, duque de Uceda (1817-1871) \| \| \| \| \| \| \| \| \| \| \| \| \| \| \| \| \| \| \| \| \| \| \| \| \| \| \| \| \| \| \| \| \| \| \| \| \| \| Jacobo Gayoso de los Cobos, xiv marqués de Camarasa (1816-1871) \| Jacobo Gayoso de los Cobos, xiv marqués de Camarasa (1816-1871) \| Jacobo Gayoso de los Cobos, xiv marqués de Camarasa (1816-1871) \| Jacobo Gayoso de los Cobos, xiv marqués de Camarasa (1816-1871) \| Jacobo Gayoso de los Cobos, xiv marqués de Camarasa (1816-1871) \| Jacobo Gayoso de los Cobos, xiv marqués de Camarasa (1816-1871) \| \| \| \| \| \| \| \| \| \| \| Pedro de Alcántara Téllez-Girón, xi duque de Osuna, xiv duque de Béjar y Plasencia (1810-1844) \| Pedro de Alcántara Téllez-Girón, xi duque de Osuna, xiv duque de Béjar y Plasencia (1810-1844) \| Pedro de Alcántara Téllez-Girón, xi duque de Osuna, xiv duque de Béjar y Plasencia (1810-1844) \| Pedro de Alcántara Téllez-Girón, xi duque de Osuna, xiv duque de Béjar y Plasencia (1810-1844) \| Pedro de Alcántara Téllez-Girón, xi duque de Osuna, xiv duque de Béjar y Plasencia (1810-1844) \| Pedro de Alcántara Téllez-Girón, xi duque de Osuna, xiv duque de Béjar y Plasencia (1810-1844) \| \| \| Mariano Téllez-Girón, xii duque de Osuna, xv duque de Béjar y Plasencia (1814-1882) \| Mariano Téllez-Girón, xii duque de Osuna, xv duque de Béjar y Plasencia (1814-1882) \| Mariano Téllez-Girón, xii duque de Osuna, xv duque de Béjar y Plasencia (1814-1882) \| Mariano Téllez-Girón, xii duque de Osuna, xv duque de Béjar y Plasencia (1814-1882) \| Mariano Téllez-Girón, xii duque de Osuna, xv duque de Béjar y Plasencia (1814-1882) \| Mariano Téllez-Girón, xii duque de Osuna, xv duque de Béjar y Plasencia (1814-1882) \| \| \| Pedro de Alcántara Téllez-Girón, xiii duque de Osuna (1812-1900) \| Pedro de Alcántara Téllez-Girón, xiii duque de Osuna (1812-1900) \| Pedro de Alcántara Téllez-Girón, xiii duque de Osuna (1812-1900) \| Pedro de Alcántara Téllez-Girón, xiii duque de Osuna (1812-1900) \| Pedro de Alcántara Téllez-Girón, xiii duque de Osuna (1812-1900) \| Pedro de Alcántara Téllez-Girón, xiii duque de Osuna (1812-1900) \| \| \| Tirso María Téllez-Girón, duque de Uceda (1817-1871) \| Tirso María Téllez-Girón, duque de Uceda (1817-1871) \| Tirso María Téllez-Girón, duque de Uceda (1817-1871) \| Tirso María Téllez-Girón, duque de Uceda (1817-1871) \| Tirso María Téllez-Girón, duque de Uceda (1817-1871) \| Tirso María Téllez-Girón, duque de Uceda (1817-1871) \| \| \| \| \| \| \| \| \| \| \| \| \| \| \| \| \| \| \| \| \| \| \| \| \| \| \| \| \| \| \| \| \| \| \| \| \| \| \| \| \| \| \| \| \| \| \| \| \| \| \| \| \| \| \| \| \| \| \| \| \| \| \| \| \| \| \| \| \| \| \| \| \| \| \| \| \| \| \| \| \| \| \| \| \| \| \| \| \| \| \| \| \| \| \| \| \| \| \| \| \| \| \| \| \| \| \| \| \| \| \| \| \| \| \| \| \| \| \| \| \| Francisca de Borja Gayoso de los Cobos, xv marquesa de Camarasa (1854-1926) \| Francisca de Borja Gayoso de los Cobos, xv marquesa de Camarasa (1854-1926) \| Francisca de Borja Gayoso de los Cobos, xv marquesa de Camarasa (1854-1926) \| Francisca de Borja Gayoso de los Cobos, xv marquesa de Camarasa (1854-1926) \| Francisca de Borja Gayoso de los Cobos, xv marquesa de Camarasa (1854-1926) \| Francisca de Borja Gayoso de los Cobos, xv marquesa de Camarasa (1854-1926) \| \| \| María del Pilar Gayoso de los Cobos, xvi duquesa de Plasencia (1856-1939) \| María del Pilar Gayoso de los Cobos, xvi duquesa de Plasencia (1856-1939) \| María del Pilar Gayoso de los Cobos, xvi duquesa de Plasencia (1856-1939) \| María del Pilar Gayoso de los Cobos, xvi duquesa de Plasencia (1856-1939) \| María del Pilar Gayoso de los Cobos, xvi duquesa de Plasencia (1856-1939) \| María del Pilar Gayoso de los Cobos, xvi duquesa de Plasencia (1856-1939) \| \| \| \| \| \| \| \| \| \| \| \| \| \| \| \| \| \| \| \| \| \| \| \| \| \| \| Francisco de Borja Téllez-Girón, xi duque de Uceda (1839-1897) \| Francisco de Borja Téllez-Girón, xi duque de Uceda (1839-1897) \| Francisco de Borja Téllez-Girón, xi duque de Uceda (1839-1897) \| Francisco de Borja Téllez-Girón, xi duque de Uceda (1839-1897) \| Francisco de Borja Téllez-Girón, xi duque de Uceda (1839-1897) \| Francisco de Borja Téllez-Girón, xi duque de Uceda (1839-1897) \| \| \| \| \| \| \| \| \| \| \| \| \| \| \| \| \| \| \| \| \| \| \| \| \| \| \| \| \| \| \| \| \| \| \| \| \| \| Francisca de Borja Gayoso de los Cobos, xv marquesa de Camarasa (1854-1926) \| Francisca de Borja Gayoso de los Cobos, xv marquesa de Camarasa (1854-1926) \| Francisca de Borja Gayoso de los Cobos, xv marquesa de Camarasa (1854-1926) \| Francisca de Borja Gayoso de los Cobos, xv marquesa de Camarasa (1854-1926) \| Francisca de Borja Gayoso de los Cobos, xv marquesa de Camarasa (1854-1926) \| Francisca de Borja Gayoso de los Cobos, xv marquesa de Camarasa (1854-1926) \| \| \| María del Pilar Gayoso de los Cobos, xvi duquesa de Plasencia (1856-1939) \| María del Pilar Gayoso de los Cobos, xvi duquesa de Plasencia (1856-1939) \| María del Pilar Gayoso de los Cobos, xvi duquesa de Plasencia (1856-1939) \| María del Pilar Gayoso de los Cobos, xvi duquesa de Plasencia (1856-1939) \| María del Pilar Gayoso de los Cobos, xvi duquesa de Plasencia (1856-1939) \| María del Pilar Gayoso de los Cobos, xvi duquesa de Plasencia (1856-1939) \| \| \| \| \| \| \| \| \| \| \| \| \| \| \| \| \| \| \| \| \| \| \| \| \| \| \| Francisco de Borja Téllez-Girón, xi duque de Uceda (1839-1897) \| Francisco de Borja Téllez-Girón, xi duque de Uceda (1839-1897) \| Francisco de Borja Téllez-Girón, xi duque de Uceda (1839-1897) \| Francisco de Borja Téllez-Girón, xi duque de Uceda (1839-1897) \| Francisco de Borja Téllez-Girón, xi duque de Uceda (1839-1897) \| Francisco de Borja Téllez-Girón, xi duque de Uceda (1839-1897) \| \| \| \| \| \| \| \| \| \| \| \| \| \| \| \| \| \| \| \| \| \| \| \| \| \| \| \| \| \| \| \| \| \| \| \| \| \| \| \| \| \| \| \| \| \| \| \| \| \| \| \| \| \| \| \| \| \| \| \| \| \| \| \| \| \| \| \| \| \| \| \| \| \| \| \| \| \| \| \| \| \| \| \| \| \| \| \| \| \| \| \| \| \| \| \| \| \| \| \| \| \| \| \| \| \| \| \| \| \| \| \| \| \| \| \| \| \| \| \| \| Ana María Fernández de Henestrosa, duquesa de Medinaceli (1879-1938) \| Ana María Fernández de Henestrosa, duquesa de Medinaceli (1879-1938) \| Ana María Fernández de Henestrosa, duquesa de Medinaceli (1879-1938) \| Ana María Fernández de Henestrosa, duquesa de Medinaceli (1879-1938) \| Ana María Fernández de Henestrosa, duquesa de Medinaceli (1879-1938) \| Ana María Fernández de Henestrosa, duquesa de Medinaceli (1879-1938) \| \| \| Ignacio Fernández de Henestrosa, xvi marqués de Camarasa, xvii duque de Plasencia (1880-1948) \| Ignacio Fernández de Henestrosa, xvi marqués de Camarasa, xvii duque de Plasencia (1880-1948) \| Ignacio Fernández de Henestrosa, xvi marqués de Camarasa, xvii duque de Plasencia (1880-1948) \| Ignacio Fernández de Henestrosa, xvi marqués de Camarasa, xvii duque de Plasencia (1880-1948) \| Ignacio Fernández de Henestrosa, xvi marqués de Camarasa, xvii duque de Plasencia (1880-1948) \| Ignacio Fernández de Henestrosa, xvi marqués de Camarasa, xvii duque de Plasencia (1880-1948) \| \| \| \| \| \| \| \| \| \| \| \| \| \| \| \| \| \| \| Ángela María Téllez-Girón, duquesa de Almenara Alta (1879-1921) \| Ángela María Téllez-Girón, duquesa de Almenara Alta (1879-1921) \| Ángela María Téllez-Girón, duquesa de Almenara Alta (1879-1921) \| Ángela María Téllez-Girón, duquesa de Almenara Alta (1879-1921) \| Ángela María Téllez-Girón, duquesa de Almenara Alta (1879-1921) \| Ángela María Téllez-Girón, duquesa de Almenara Alta (1879-1921) \| \| \| Luis María Téllez-Girón, xiv duque de Osuna (1870-1909) \| Luis María Téllez-Girón, xiv duque de Osuna (1870-1909) \| Luis María Téllez-Girón, xiv duque de Osuna (1870-1909) \| Luis María Téllez-Girón, xiv duque de Osuna (1870-1909) \| Luis María Téllez-Girón, xiv duque de Osuna (1870-1909) \| Luis María Téllez-Girón, xiv duque de Osuna (1870-1909) \| \| \| Mariano Téllez-Girón, xv duque de Osuna (1887-1931) \| Mariano Téllez-Girón, xv duque de Osuna (1887-1931) \| Mariano Téllez-Girón, xv duque de Osuna (1887-1931) \| Mariano Téllez-Girón, xv duque de Osuna (1887-1931) \| Mariano Téllez-Girón, xv duque de Osuna (1887-1931) \| Mariano Téllez-Girón, xv duque de Osuna (1887-1931) \| \| \| \| \| \| \| \| \| \| \| \| \| \| \| \| \| \| \| \| \| \| \| \| \| \| \| \| \| \| Ana María Fernández de Henestrosa, duquesa de Medinaceli (1879-1938) \| Ana María Fernández de Henestrosa, duquesa de Medinaceli (1879-1938) \| Ana María Fernández de Henestrosa, duquesa de Medinaceli (1879-1938) \| Ana María Fernández de Henestrosa, duquesa de Medinaceli (1879-1938) \| Ana María Fernández de Henestrosa, duquesa de Medinaceli (1879-1938) \| Ana María Fernández de Henestrosa, duquesa de Medinaceli (1879-1938) \| \| \| Ignacio Fernández de Henestrosa, xvi marqués de Camarasa, xvii duque de Plasencia (1880-1948) \| Ignacio Fernández de Henestrosa, xvi marqués de Camarasa, xvii duque de Plasencia (1880-1948) \| Ignacio Fernández de Henestrosa, xvi marqués de Camarasa, xvii duque de Plasencia (1880-1948) \| Ignacio Fernández de Henestrosa, xvi marqués de Camarasa, xvii duque de Plasencia (1880-1948) \| Ignacio Fernández de Henestrosa, xvi marqués de Camarasa, xvii duque de Plasencia (1880-1948) \| Ignacio Fernández de Henestrosa, xvi marqués de Camarasa, xvii duque de Plasencia (1880-1948) \| \| \| \| \| \| \| \| \| \| \| \| \| \| \| \| \| \| \| Ángela María Téllez-Girón, duquesa de Almenara Alta (1879-1921) \| Ángela María Téllez-Girón, duquesa de Almenara Alta (1879-1921) \| Ángela María Téllez-Girón, duquesa de Almenara Alta (1879-1921) \| Ángela María Téllez-Girón, duquesa de Almenara Alta (1879-1921) \| Ángela María Téllez-Girón, duquesa de Almenara Alta (1879-1921) \| Ángela María Téllez-Girón, duquesa de Almenara Alta (1879-1921) \| \| \| Luis María Téllez-Girón, xiv duque de Osuna (1870-1909) \| Luis María Téllez-Girón, xiv duque de Osuna (1870-1909) \| Luis María Téllez-Girón, xiv duque de Osuna (1870-1909) \| Luis María Téllez-Girón, xiv duque de Osuna (1870-1909) \| Luis María Téllez-Girón, xiv duque de Osuna (1870-1909) \| Luis María Téllez-Girón, xiv duque de Osuna (1870-1909) \| \| \| Mariano Téllez-Girón, xv duque de Osuna (1887-1931) \| Mariano Téllez-Girón, xv duque de Osuna (1887-1931) \| Mariano Téllez-Girón, xv duque de Osuna (1887-1931) \| Mariano Téllez-Girón, xv duque de Osuna (1887-1931) \| Mariano Téllez-Girón, xv duque de Osuna (1887-1931) \| Mariano Téllez-Girón, xv duque de Osuna (1887-1931) \| \| \| \| \| \| \| \| \| \| \| \| \| \| \| \| \| \| \| \| \| \| \| \| \| \| \| \| \| \| \| \| \| \| \| \| \| \| \| \| \| \| \| \| \| \| \| \| \| \| \| \| \| \| \| \| \| \| \| \| \| \| \| \| \| \| \| \| \| \| \| \| \| \| \| \| \| \| \| \| \| \| \| \| \| \| \| \| \| \| \| \| \| \| \| \| \| \| \| \| \| \| \| \| \| \| \| \| \| \| \| \| \| Victoria Eugenia Fernández de Córdoba, xviii duquesa de Medinaceli, XVII marquesa de Camarasa (1917-2013) Con sucesión en la casa de Medinaceli. \| Victoria Eugenia Fernández de Córdoba, xviii duquesa de Medinaceli, XVII marquesa de Camarasa (1917-2013) Con sucesión en la casa de Medinaceli. \| Victoria Eugenia Fernández de Córdoba, xviii duquesa de Medinaceli, XVII marquesa de Camarasa (1917-2013) Con sucesión en la casa de Medinaceli. \| Victoria Eugenia Fernández de Córdoba, xviii duquesa de Medinaceli, XVII marquesa de Camarasa (1917-2013) Con sucesión en la casa de Medinaceli. \| Victoria Eugenia Fernández de Córdoba, xviii duquesa de Medinaceli, XVII marquesa de Camarasa (1917-2013) Con sucesión en la casa de Medinaceli. \| Victoria Eugenia Fernández de Córdoba, xviii duquesa de Medinaceli, XVII marquesa de Camarasa (1917-2013) Con sucesión en la casa de Medinaceli. \| \| \| \| \| \| \| \| \| \| \| \| \| \| \| \| \| \| \| Francisco de Borja Martorell, vii duque de Almenara Alta (1898-1940) Con sucesión en la duques de Almenara Alta. \| Francisco de Borja Martorell, vii duque de Almenara Alta (1898-1940) Con sucesión en la duques de Almenara Alta. \| Francisco de Borja Martorell, vii duque de Almenara Alta (1898-1940) Con sucesión en la duques de Almenara Alta. \| Francisco de Borja Martorell, vii duque de Almenara Alta (1898-1940) Con sucesión en la duques de Almenara Alta. \| Francisco de Borja Martorell, vii duque de Almenara Alta (1898-1940) Con sucesión en la duques de Almenara Alta. \| Francisco de Borja Martorell, vii duque de Almenara Alta (1898-1940) Con sucesión en la duques de Almenara Alta. \| \| \| José María Martorell, xviii duque de Plasencia (1903-1960) \| José María Martorell, xviii duque de Plasencia (1903-1960) \| José María Martorell, xviii duque de Plasencia (1903-1960) \| José María Martorell, xviii duque de Plasencia (1903-1960) \| José María Martorell, xviii duque de Plasencia (1903-1960) \| José María Martorell, xviii duque de Plasencia (1903-1960) \| \| \| \| \| \| \| \| \| \| \| Ángela María Téllez-Girón, xvi duquesa de Osuna, xix duquesa de Plasencia (n. 1925) \| Ángela María Téllez-Girón, xvi duquesa de Osuna, xix duquesa de Plasencia (n. 1925) \| Ángela María Téllez-Girón, xvi duquesa de Osuna, xix duquesa de Plasencia (n. 1925) \| Ángela María Téllez-Girón, xvi duquesa de Osuna, xix duquesa de Plasencia (n. 1925) \| Ángela María Téllez-Girón, xvi duquesa de Osuna, xix duquesa de Plasencia (n. 1925) \| Ángela María Téllez-Girón, xvi duquesa de Osuna, xix duquesa de Plasencia (n. 1925) \| \| \| \| \| \| \| \| \| \| \| \| \| \| \| \| \| \| \| \| \| \| \| \| \| \| \| \| \| \| Victoria Eugenia Fernández de Córdoba, xviii duquesa de Medinaceli, XVII marquesa de Camarasa (1917-2013) Con sucesión en la casa de Medinaceli. \| Victoria Eugenia Fernández de Córdoba, xviii duquesa de Medinaceli, XVII marquesa de Camarasa (1917-2013) Con sucesión en la casa de Medinaceli. \| Victoria Eugenia Fernández de Córdoba, xviii duquesa de Medinaceli, XVII marquesa de Camarasa (1917-2013) Con sucesión en la casa de Medinaceli. \| Victoria Eugenia Fernández de Córdoba, xviii duquesa de Medinaceli, XVII marquesa de Camarasa (1917-2013) Con sucesión en la casa de Medinaceli. \| Victoria Eugenia Fernández de Córdoba, xviii duquesa de Medinaceli, XVII marquesa de Camarasa (1917-2013) Con sucesión en la casa de Medinaceli. \| Victoria Eugenia Fernández de Córdoba, xviii duquesa de Medinaceli, XVII marquesa de Camarasa (1917-2013) Con sucesión en la casa de Medinaceli. \| \| \| \| \| \| \| \| \| \| \| \| \| \| \| \| \| \| \| Francisco de Borja Martorell, vii duque de Almenara Alta (1898-1940) Con sucesión en la duques de Almenara Alta. \| Francisco de Borja Martorell, vii duque de Almenara Alta (1898-1940) Con sucesión en la duques de Almenara Alta. \| Francisco de Borja Martorell, vii duque de Almenara Alta (1898-1940) Con sucesión en la duques de Almenara Alta. \| Francisco de Borja Martorell, vii duque de Almenara Alta (1898-1940) Con sucesión en la duques de Almenara Alta. \| Francisco de Borja Martorell, vii duque de Almenara Alta (1898-1940) Con sucesión en la duques de Almenara Alta. \| Francisco de Borja Martorell, vii duque de Almenara Alta (1898-1940) Con sucesión en la duques de Almenara Alta. \| \| \| José María Martorell, xviii duque de Plasencia (1903-1960) \| José María Martorell, xviii duque de Plasencia (1903-1960) \| José María Martorell, xviii duque de Plasencia (1903-1960) \| José María Martorell, xviii duque de Plasencia (1903-1960) \| José María Martorell, xviii duque de Plasencia (1903-1960) \| José María Martorell, xviii duque de Plasencia (1903-1960) \| \| \| \| \| \| \| \| \| \| \| Ángela María Téllez-Girón, xvi duquesa de Osuna, xix duquesa de Plasencia (n. 1925) \| Ángela María Téllez-Girón, xvi duquesa de Osuna, xix duquesa de Plasencia (n. 1925) \| Ángela María Téllez-Girón, xvi duquesa de Osuna, xix duquesa de Plasencia (n. 1925) \| Ángela María Téllez-Girón, xvi duquesa de Osuna, xix duquesa de Plasencia (n. 1925) \| Ángela María Téllez-Girón, xvi duquesa de Osuna, xix duquesa de Plasencia (n. 1925) \| Ángela María Téllez-Girón, xvi duquesa de Osuna, xix duquesa de Plasencia (n. 1925) \| \| \| \| \| \| \| \| \| \| \| \| \| \| \| \| \| \| \| \| \| \| \| \| \| \| \| \| \| \| \| \| \| \| \| \| \| \| \| \| \| \| \| \| \| \| \| \| \| \| \| \| \| \| \| \| \| \| \| \| \| \| \| \| \| \| \| \| \| \| \| \| \| \| \| \| \| \| \| \| \| \| \| \| \| \| \| \| \| \| \| \| \| \| \| \| \| \| \| \| \| \| \| \| \| \| \| \| \| \| \| \| \| \| \| \| \| \| \| \| \| \| \| \| \| \| \| \| \| \| \| \| \| \| \| \| \| \| \| \| \| \| \| \| \| \| \| \| \| \| \| \| \| Ángela María de Solís-Beaumont, xvii duquesa de Arcos (n. 1950) Con sucesión en la casa de Osuna. \| Ángela María de Solís-Beaumont, xvii duquesa de Arcos (n. 1950) Con sucesión en la casa de Osuna. \| Ángela María de Solís-Beaumont, xvii duquesa de Arcos (n. 1950) Con sucesión en la casa de Osuna. \| Ángela María de Solís-Beaumont, xvii duquesa de Arcos (n. 1950) Con sucesión en la casa de Osuna. \| Ángela María de Solís-Beaumont, xvii duquesa de Arcos (n. 1950) Con sucesión en la casa de Osuna. \| Ángela María de Solís-Beaumont, xvii duquesa de Arcos (n. 1950) Con sucesión en la casa de Osuna. \| \| \| María de Gracia de Solís-Beaumont, xx duquesa de Plasencia (n. 1957) \| María de Gracia de Solís-Beaumont, xx duquesa de Plasencia (n. 1957) \| María de Gracia de Solís-Beaumont, xx duquesa de Plasencia (n. 1957) \| María de Gracia de Solís-Beaumont, xx duquesa de Plasencia (n. 1957) \| María de Gracia de Solís-Beaumont, xx duquesa de Plasencia (n. 1957) \| María de Gracia de Solís-Beaumont, xx duquesa de Plasencia (n. 1957) \| \| \| \| \| \| \| \| \| \| \| \| \| \| \| \| \| \| \| \| \| \| \| \| \| \| \| \| \| \| \| \| \| \| \| \| \| \| \| \| \| \| \| \| \| \| \| \| \| \| \| \| \| \| \| \| \| \| \| \| \| \| \| \| \| \| \| \| \| \| Ángela María de Solís-Beaumont, xvii duquesa de Arcos (n. 1950) Con sucesión en la casa de Osuna. \| Ángela María de Solís-Beaumont, xvii duquesa de Arcos (n. 1950) Con sucesión en la casa de Osuna. \| Ángela María de Solís-Beaumont, xvii duquesa de Arcos (n. 1950) Con sucesión en la casa de Osuna. \| Ángela María de Solís-Beaumont, xvii duquesa de Arcos (n. 1950) Con sucesión en la casa de Osuna. \| Ángela María de Solís-Beaumont, xvii duquesa de Arcos (n. 1950) Con sucesión en la casa de Osuna. \| Ángela María de Solís-Beaumont, xvii duquesa de Arcos (n. 1950) Con sucesión en la casa de Osuna. \| \| \| María de Gracia de Solís-Beaumont, xx duquesa de Plasencia (n. 1957) \| María de Gracia de Solís-Beaumont, xx duquesa de Plasencia (n. 1957) \| María de Gracia de Solís-Beaumont, xx duquesa de Plasencia (n. 1957) \| María de Gracia de Solís-Beaumont, xx duquesa de Plasencia (n. 1957) \| María de Gracia de Solís-Beaumont, xx duquesa de Plasencia (n. 1957) \| María de Gracia de Solís-Beaumont, xx duquesa de Plasencia (n. 1957) \| \| \| \| \| \| \| \| \| \| \| \| \| \| \| \| \| \| \| \| \| \| \| \| \| \| \| \| \| \| \| \| \| \| \| \| \| \| \| \| \| \| \| \| \| \| \| \| \| \| \| \| \| \| \| \| \| \| \| \| \| \| \| \| \| \| \| \| \| \| \| \| \| \| \| \| \| \| María de Gracia Rúspoli, xxi duquesa de Plasencia (n. 1977) \| \| \| \| \| \| \| \| \| \| \| \| \| \| \| \| \| \| \| \| \| \| \| \| \| \| \| \| \| \| \| \| \| \| | | | | | |  |  |                                                                                               |                                                                                               |                                                                                               |                                                                                               |                                                                                               |                                                                                               |  |  | |                                                                                                |                                                                                                |                                                                                                |                                                                                                |                                                                                                |  |  | | | | | | |  |  |                                                                     |                                                                     |                                                                     |                                                                     |                                                                     |                                                                     |  |  |                                                                                                   |                                                                                                   |                                                                                                   |                                                                                                   |                                                                                                   |                                                                                                   |  |  |                                                                                     |                                                                                     |                                                                                     |                                                                                     |                                                                                     |                                                                                     |  |  |  |  |  |  |  |  |  |  |  |  |  |  |  |  |  |  |  |  |  |  |  |  |  |  |  |  |
| | | | | | |  |  |                                                                                               |                                                                                               |                                                                                               |                                                                                               |                                                                                               |                                                                                               |  |  | Álvaro de Zúñiga, i duque de Béjar y Plasencia († 1488)                                                                     |                                                                                                |                                                                                                |                                                                                                |                                                                                                |                                                                                                |  |  | | | | | | |  |  |                                                                     |                                                                     |                                                                     |                                                                     |                                                                     |                                                                     |  |  |                                                                                                   |                                                                                                   |                                                                                                   |                                                                                                   |                                                                                                   |                                                                                                   |  |  |                                                                                     |                                                                                     |                                                                                     |                                                                                     |                                                                                     |                                                                                     |  |  |  |  |  |  |  |  |  |  |  |  |  |  |  |  |  |  |  |  |  |  |  |  |  |  |  |  |
| | | | | | |  |  |                                                                                               |                                                                                               |                                                                                               |                                                                                               |                                                                                               |                                                                                               |  |  | |                                                                                                |                                                                                                |                                                                                                |                                                                                                |                                                                                                |  |  | | | | | | |  |  |                                                                     |                                                                     |                                                                     |                                                                     |                                                                     |                                                                     |  |  |                                                                                                   |                                                                                                   |                                                                                                   |                                                                                                   |                                                                                                   |                                                                                                   |  |  |                                                                                     |                                                                                     |                                                                                     |                                                                                     |                                                                                     |                                                                                     |  |  |  |  |  |  |  |  |  |  |  |  |  |  |  |  |  |  |  |  |  |  |  |  |  |  |  |  |
| | | | | | |  |  |                                                                                               |                                                                                               |                                                                                               |                                                                                               |                                                                                               |                                                                                               |  |  | Pedro de Zúñiga, ii conde de Bañares (1430-1484)                                                                            |                                                                                                |                                                                                                |                                                                                                |                                                                                                |                                                                                                |  |  | | | | | | |  |  |                                                                     |                                                                     |                                                                     |                                                                     |                                                                     |                                                                     |  |  |                                                                                                   |                                                                                                   |                                                                                                   |                                                                                                   |                                                                                                   |                                                                                                   |  |  |                                                                                     |                                                                                     |                                                                                     |                                                                                     |                                                                                     |                                                                                     |  |  |  |  |  |  |  |  |  |  |  |  |  |  |  |  |  |  |  |  |  |  |  |  |  |  |  |  |
| | | | | | |  |  |                                                                                               |                                                                                               |                                                                                               |                                                                                               |                                                                                               |                                                                                               |  |  | |                                                                                                |                                                                                                |                                                                                                |                                                                                                |                                                                                                |  |  | | | | | | |  |  |                                                                     |                                                                     |                                                                     |                                                                     |                                                                     |                                                                     |  |  |                                                                                                   |                                                                                                   |                                                                                                   |                                                                                                   |                                                                                                   |                                                                                                   |  |  |                                                                                     |                                                                                     |                                                                                     |                                                                                     |                                                                                     |                                                                                     |  |  |  |  |  |  |  |  |  |  |  |  |  |  |  |  |  |  |  |  |  |  |  |  |  |  |  |  |
| | | | | | |  |  |                                                                                               |                                                                                               |                                                                                               |                                                                                               |                                                                                               |                                                                                               |  |  | |                                                                                                |                                                                                                |                                                                                                |                                                                                                |                                                                                                |  |  | | | | | | |  |  |                                                                     |                                                                     |                                                                     |                                                                     |                                                                     |                                                                     |  |  |                                                                                                   |                                                                                                   |                                                                                                   |                                                                                                   |                                                                                                   |                                                                                                   |  |  |                                                                                     |                                                                                     |                                                                                     |                                                                                     |                                                                                     |                                                                                     |  |  |  |  |  |  |  |  |  |  |  |  |  |  |  |  |  |  |  |  |  |  |  |  |  |  |  |  |
| | | | | | |  |  | Álvaro de Zúñiga, ii duque de Béjar y Plasencia († 1531)                                      | Álvaro de Zúñiga, ii duque de Béjar y Plasencia († 1531)                                      | Álvaro de Zúñiga, ii duque de Béjar y Plasencia († 1531)                                      | Álvaro de Zúñiga, ii duque de Béjar y Plasencia († 1531)                                      | Álvaro de Zúñiga, ii duque de Béjar y Plasencia († 1531)                                      | Álvaro de Zúñiga, ii duque de Béjar y Plasencia († 1531)                                      |  |  | Francisco de Zúñiga, i marqués de Ayamonte († 1525)                                                                         | Francisco de Zúñiga, i marqués de Ayamonte († 1525)                                            | Francisco de Zúñiga, i marqués de Ayamonte († 1525)                                            | Francisco de Zúñiga, i marqués de Ayamonte († 1525)                                            | Francisco de Zúñiga, i marqués de Ayamonte († 1525)                                            | Francisco de Zúñiga, i marqués de Ayamonte († 1525)                                            |  |  | | | | | | |  |  |                                                                     |                                                                     |                                                                     |                                                                     |                                                                     |                                                                     |  |  |                                                                                                   |                                                                                                   |                                                                                                   |                                                                                                   |                                                                                                   |                                                                                                   |  |  |                                                                                     |                                                                                     |                                                                                     |                                                                                     |                                                                                     |                                                                                     |  |  |  |  |  |  |  |  |  |  |  |  |  |  |  |  |  |  |  |  |  |  |  |  |  |  |  |  |
| | | | | | |  |  | Álvaro de Zúñiga, ii duque de Béjar y Plasencia († 1531)                                      | Álvaro de Zúñiga, ii duque de Béjar y Plasencia († 1531)                                      | Álvaro de Zúñiga, ii duque de Béjar y Plasencia († 1531)                                      | Álvaro de Zúñiga, ii duque de Béjar y Plasencia († 1531)                                      | Álvaro de Zúñiga, ii duque de Béjar y Plasencia († 1531)                                      | Álvaro de Zúñiga, ii duque de Béjar y Plasencia († 1531)                                      |  |  | Francisco de Zúñiga, i marqués de Ayamonte († 1525)                                                                         | Francisco de Zúñiga, i marqués de Ayamonte († 1525)                                            | Francisco de Zúñiga, i marqués de Ayamonte († 1525)                                            | Francisco de Zúñiga, i marqués de Ayamonte († 1525)                                            | Francisco de Zúñiga, i marqués de Ayamonte († 1525)                                            | Francisco de Zúñiga, i marqués de Ayamonte († 1525)                                            |  |  | | | | | | |  |  |                                                                     |                                                                     |                                                                     |                                                                     |                                                                     |                                                                     |  |  |                                                                                                   |                                                                                                   |                                                                                                   |                                                                                                   |                                                                                                   |                                                                                                   |  |  |                                                                                     |                                                                                     |                                                                                     |                                                                                     |                                                                                     |                                                                                     |  |  |  |  |  |  |  |  |  |  |  |  |  |  |  |  |  |  |  |  |  |  |  |  |  |  |  |  |
| | | | | | |  |  |                                                                                               |                                                                                               |                                                                                               |                                                                                               |                                                                                               |                                                                                               |  |  | Teresa de Zúñiga, iii duquesa de Béjar y Plasencia (1502-1565)                                                              |                                                                                                |                                                                                                |                                                                                                |                                                                                                |                                                                                                |  |  | | | | | | |  |  |                                                                     |                                                                     |                                                                     |                                                                     |                                                                     |                                                                     |  |  |                                                                                                   |                                                                                                   |                                                                                                   |                                                                                                   |                                                                                                   |                                                                                                   |  |  |                                                                                     |                                                                                     |                                                                                     |                                                                                     |                                                                                     |                                                                                     |  |  |  |  |  |  |  |  |  |  |  |  |  |  |  |  |  |  |  |  |  |  |  |  |  |  |  |  |
| | | | | | |  |  |                                                                                               |                                                                                               |                                                                                               |                                                                                               |                                                                                               |                                                                                               |  |  | |                                                                                                |                                                                                                |                                                                                                |                                                                                                |                                                                                                |  |  | | | | | | |  |  |                                                                     |                                                                     |                                                                     |                                                                     |                                                                     |                                                                     |  |  |                                                                                                   |                                                                                                   |                                                                                                   |                                                                                                   |                                                                                                   |                                                                                                   |  |  |                                                                                     |                                                                                     |                                                                                     |                                                                                     |                                                                                     |                                                                                     |  |  |  |  |  |  |  |  |  |  |  |  |  |  |  |  |  |  |  |  |  |  |  |  |  |  |  |  |
| | | | | | |  |  |                                                                                               |                                                                                               |                                                                                               |                                                                                               |                                                                                               |                                                                                               |  |  | Francisco de Zúñiga Sotomayor, iv duque de Béjar y Plasencia (1523-1591)                                                    |                                                                                                |                                                                                                |                                                                                                |                                                                                                |                                                                                                |  |  | | | | | | |  |  |                                                                     |                                                                     |                                                                     |                                                                     |                                                                     |                                                                     |  |  |                                                                                                   |                                                                                                   |                                                                                                   |                                                                                                   |                                                                                                   |                                                                                                   |  |  |                                                                                     |                                                                                     |                                                                                     |                                                                                     |                                                                                     |                                                                                     |  |  |  |  |  |  |  |  |  |  |  |  |  |  |  |  |  |  |  |  |  |  |  |  |  |  |  |  |
| | | | | | |  |  |                                                                                               |                                                                                               |                                                                                               |                                                                                               |                                                                                               |                                                                                               |  |  | |                                                                                                |                                                                                                |                                                                                                |                                                                                                |                                                                                                |  |  | | | | | | |  |  |                                                                     |                                                                     |                                                                     |                                                                     |                                                                     |                                                                     |  |  |                                                                                                   |                                                                                                   |                                                                                                   |                                                                                                   |                                                                                                   |                                                                                                   |  |  |                                                                                     |                                                                                     |                                                                                     |                                                                                     |                                                                                     |                                                                                     |  |  |  |  |  |  |  |  |  |  |  |  |  |  |  |  |  |  |  |  |  |  |  |  |  |  |  |  |
| | | | | | |  |  |                                                                                               |                                                                                               |                                                                                               |                                                                                               |                                                                                               |                                                                                               |  |  | Francisco Diego de Zúñiga Sotomayor, v duque de Béjar y Plasencia (1550-1601)                                               |                                                                                                |                                                                                                |                                                                                                |                                                                                                |                                                                                                |  |  | | | | | | |  |  |                                                                     |                                                                     |                                                                     |                                                                     |                                                                     |                                                                     |  |  |                                                                                                   |                                                                                                   |                                                                                                   |                                                                                                   |                                                                                                   |                                                                                                   |  |  |                                                                                     |                                                                                     |                                                                                     |                                                                                     |                                                                                     |                                                                                     |  |  |  |  |  |  |  |  |  |  |  |  |  |  |  |  |  |  |  |  |  |  |  |  |  |  |  |  |
| | | | | | |  |  |                                                                                               |                                                                                               |                                                                                               |                                                                                               |                                                                                               |                                                                                               |  |  | |                                                                                                |                                                                                                |                                                                                                |                                                                                                |                                                                                                |  |  | | | | | | |  |  |                                                                     |                                                                     |                                                                     |                                                                     |                                                                     |                                                                     |  |  |                                                                                                   |                                                                                                   |                                                                                                   |                                                                                                   |                                                                                                   |                                                                                                   |  |  |                                                                                     |                                                                                     |                                                                                     |                                                                                     |                                                                                     |                                                                                     |  |  |  |  |  |  |  |  |  |  |  |  |  |  |  |  |  |  |  |  |  |  |  |  |  |  |  |  |
| | | | | | |  |  |                                                                                               |                                                                                               |                                                                                               |                                                                                               |                                                                                               |                                                                                               |  |  | Alonso Diego de Zúñiga Sotomayor, vi duque de Béjar y Plasencia (1578-1619)                                                 |                                                                                                |                                                                                                |                                                                                                |                                                                                                |                                                                                                |  |  | | | | | | |  |  |                                                                     |                                                                     |                                                                     |                                                                     |                                                                     |                                                                     |  |  |                                                                                                   |                                                                                                   |                                                                                                   |                                                                                                   |                                                                                                   |                                                                                                   |  |  |                                                                                     |                                                                                     |                                                                                     |                                                                                     |                                                                                     |                                                                                     |  |  |  |  |  |  |  |  |  |  |  |  |  |  |  |  |  |  |  |  |  |  |  |  |  |  |  |  |
| | | | | | |  |  |                                                                                               |                                                                                               |                                                                                               |                                                                                               |                                                                                               |                                                                                               |  |  | |                                                                                                |                                                                                                |                                                                                                |                                                                                                |                                                                                                |  |  | | | | | | |  |  |                                                                     |                                                                     |                                                                     |                                                                     |                                                                     |                                                                     |  |  |                                                                                                   |                                                                                                   |                                                                                                   |                                                                                                   |                                                                                                   |                                                                                                   |  |  |                                                                                     |                                                                                     |                                                                                     |                                                                                     |                                                                                     |                                                                                     |  |  |  |  |  |  |  |  |  |  |  |  |  |  |  |  |  |  |  |  |  |  |  |  |  |  |  |  |
| | | | | | |  |  |                                                                                               |                                                                                               |                                                                                               |                                                                                               |                                                                                               |                                                                                               |  |  | Francisco Diego de Zúñiga Sotomayor, vii duque de Béjar y Plasencia (1596-1636)                                             |                                                                                                |                                                                                                |                                                                                                |                                                                                                |                                                                                                |  |  | | | | | | |  |  |                                                                     |                                                                     |                                                                     |                                                                     |                                                                     |                                                                     |  |  |                                                                                                   |                                                                                                   |                                                                                                   |                                                                                                   |                                                                                                   |                                                                                                   |  |  |                                                                                     |                                                                                     |                                                                                     |                                                                                     |                                                                                     |                                                                                     |  |  |  |  |  |  |  |  |  |  |  |  |  |  |  |  |  |  |  |  |  |  |  |  |  |  |  |  |
| | | | | | |  |  |                                                                                               |                                                                                               |                                                                                               |                                                                                               |                                                                                               |                                                                                               |  |  | |                                                                                                |                                                                                                |                                                                                                |                                                                                                |                                                                                                |  |  | | | | | | |  |  |                                                                     |                                                                     |                                                                     |                                                                     |                                                                     |                                                                     |  |  |                                                                                                   |                                                                                                   |                                                                                                   |                                                                                                   |                                                                                                   |                                                                                                   |  |  |                                                                                     |                                                                                     |                                                                                     |                                                                                     |                                                                                     |                                                                                     |  |  |  |  |  |  |  |  |  |  |  |  |  |  |  |  |  |  |  |  |  |  |  |  |  |  |  |  |
| | | | | | |  |  |                                                                                               |                                                                                               |                                                                                               |                                                                                               |                                                                                               |                                                                                               |  |  | |                                                                                                |                                                                                                |                                                                                                |                                                                                                |                                                                                                |  |  | | | | | | |  |  |                                                                     |                                                                     |                                                                     |                                                                     |                                                                     |                                                                     |  |  |                                                                                                   |                                                                                                   |                                                                                                   |                                                                                                   |                                                                                                   |                                                                                                   |  |  |                                                                                     |                                                                                     |                                                                                     |                                                                                     |                                                                                     |                                                                                     |  |  |  |  |  |  |  |  |  |  |  |  |  |  |  |  |  |  |  |  |  |  |  |  |  |  |  |  |
| | | | | | |  |  | Alfonso Diego de Zúñiga Sotomayor, viii duque de Béjar y Plasencia (1621-1660)                | Alfonso Diego de Zúñiga Sotomayor, viii duque de Béjar y Plasencia (1621-1660)                | Alfonso Diego de Zúñiga Sotomayor, viii duque de Béjar y Plasencia (1621-1660)                | Alfonso Diego de Zúñiga Sotomayor, viii duque de Béjar y Plasencia (1621-1660)                | Alfonso Diego de Zúñiga Sotomayor, viii duque de Béjar y Plasencia (1621-1660)                | Alfonso Diego de Zúñiga Sotomayor, viii duque de Béjar y Plasencia (1621-1660)                |  |  | Juan Manuel de Zúñiga Sotomayor, ix duque de Béjar y Plasencia (1622-1660)                                                  | Juan Manuel de Zúñiga Sotomayor, ix duque de Béjar y Plasencia (1622-1660)                     | Juan Manuel de Zúñiga Sotomayor, ix duque de Béjar y Plasencia (1622-1660)                     | Juan Manuel de Zúñiga Sotomayor, ix duque de Béjar y Plasencia (1622-1660)                     | Juan Manuel de Zúñiga Sotomayor, ix duque de Béjar y Plasencia (1622-1660)                     | Juan Manuel de Zúñiga Sotomayor, ix duque de Béjar y Plasencia (1622-1660)                     |  |  | | | | | | |  |  |                                                                     |                                                                     |                                                                     |                                                                     |                                                                     |                                                                     |  |  |                                                                                                   |                                                                                                   |                                                                                                   |                                                                                                   |                                                                                                   |                                                                                                   |  |  |                                                                                     |                                                                                     |                                                                                     |                                                                                     |                                                                                     |                                                                                     |  |  |  |  |  |  |  |  |  |  |  |  |  |  |  |  |  |  |  |  |  |  |  |  |  |  |  |  |
| | | | | | |  |  | Alfonso Diego de Zúñiga Sotomayor, viii duque de Béjar y Plasencia (1621-1660)                | Alfonso Diego de Zúñiga Sotomayor, viii duque de Béjar y Plasencia (1621-1660)                | Alfonso Diego de Zúñiga Sotomayor, viii duque de Béjar y Plasencia (1621-1660)                | Alfonso Diego de Zúñiga Sotomayor, viii duque de Béjar y Plasencia (1621-1660)                | Alfonso Diego de Zúñiga Sotomayor, viii duque de Béjar y Plasencia (1621-1660)                | Alfonso Diego de Zúñiga Sotomayor, viii duque de Béjar y Plasencia (1621-1660)                |  |  | Juan Manuel de Zúñiga Sotomayor, ix duque de Béjar y Plasencia (1622-1660)                                                  | Juan Manuel de Zúñiga Sotomayor, ix duque de Béjar y Plasencia (1622-1660)                     | Juan Manuel de Zúñiga Sotomayor, ix duque de Béjar y Plasencia (1622-1660)                     | Juan Manuel de Zúñiga Sotomayor, ix duque de Béjar y Plasencia (1622-1660)                     | Juan Manuel de Zúñiga Sotomayor, ix duque de Béjar y Plasencia (1622-1660)                     | Juan Manuel de Zúñiga Sotomayor, ix duque de Béjar y Plasencia (1622-1660)                     |  |  | | | | | | |  |  |                                                                     |                                                                     |                                                                     |                                                                     |                                                                     |                                                                     |  |  |                                                                                                   |                                                                                                   |                                                                                                   |                                                                                                   |                                                                                                   |                                                                                                   |  |  |                                                                                     |                                                                                     |                                                                                     |                                                                                     |                                                                                     |                                                                                     |  |  |  |  |  |  |  |  |  |  |  |  |  |  |  |  |  |  |  |  |  |  |  |  |  |  |  |  |
| | | | | | |  |  |                                                                                               |                                                                                               |                                                                                               |                                                                                               |                                                                                               |                                                                                               |  |  | |                                                                                                |                                                                                                |                                                                                                |                                                                                                |                                                                                                |  |  | | | | | | |  |  |                                                                     |                                                                     |                                                                     |                                                                     |                                                                     |                                                                     |  |  |                                                                                                   |                                                                                                   |                                                                                                   |                                                                                                   |                                                                                                   |                                                                                                   |  |  |                                                                                     |                                                                                     |                                                                                     |                                                                                     |                                                                                     |                                                                                     |  |  |  |  |  |  |  |  |  |  |  |  |  |  |  |  |  |  |  |  |  |  |  |  |  |  |  |  |
| | | | | | |  |  |                                                                                               |                                                                                               |                                                                                               |                                                                                               |                                                                                               |                                                                                               |  |  | Manuela de Zúñiga Sotomayor, condesa duquesa de Benavente                                                                   | Manuela de Zúñiga Sotomayor, condesa duquesa de Benavente                                      | Manuela de Zúñiga Sotomayor, condesa duquesa de Benavente                                      | Manuela de Zúñiga Sotomayor, condesa duquesa de Benavente                                      | Manuela de Zúñiga Sotomayor, condesa duquesa de Benavente                                      | Manuela de Zúñiga Sotomayor, condesa duquesa de Benavente                                      |  |  | Manuel Diego de Zúñiga Sotomayor, x duque de Béjar y Plasencia (1657-1686)                                       | Manuel Diego de Zúñiga Sotomayor, x duque de Béjar y Plasencia (1657-1686)                                       | Manuel Diego de Zúñiga Sotomayor, x duque de Béjar y Plasencia (1657-1686)                                       | Manuel Diego de Zúñiga Sotomayor, x duque de Béjar y Plasencia (1657-1686)                                       | Manuel Diego de Zúñiga Sotomayor, x duque de Béjar y Plasencia (1657-1686)                                       | Manuel Diego de Zúñiga Sotomayor, x duque de Béjar y Plasencia (1657-1686)                                       |  |  |                                                                     |                                                                     |                                                                     |                                                                     |                                                                     |                                                                     |  |  |                                                                                                   |                                                                                                   |                                                                                                   |                                                                                                   |                                                                                                   |                                                                                                   |  |  |                                                                                     |                                                                                     |                                                                                     |                                                                                     |                                                                                     |                                                                                     |  |  |  |  |  |  |  |  |  |  |  |  |  |  |  |  |  |  |  |  |  |  |  |  |  |  |  |  |
| | | | | | |  |  |                                                                                               |                                                                                               |                                                                                               |                                                                                               |                                                                                               |                                                                                               |  |  | Manuela de Zúñiga Sotomayor, condesa duquesa de Benavente                                                                   | Manuela de Zúñiga Sotomayor, condesa duquesa de Benavente                                      | Manuela de Zúñiga Sotomayor, condesa duquesa de Benavente                                      | Manuela de Zúñiga Sotomayor, condesa duquesa de Benavente                                      | Manuela de Zúñiga Sotomayor, condesa duquesa de Benavente                                      | Manuela de Zúñiga Sotomayor, condesa duquesa de Benavente                                      |  |  | Manuel Diego de Zúñiga Sotomayor, x duque de Béjar y Plasencia (1657-1686)                                       | Manuel Diego de Zúñiga Sotomayor, x duque de Béjar y Plasencia (1657-1686)                                       | Manuel Diego de Zúñiga Sotomayor, x duque de Béjar y Plasencia (1657-1686)                                       | Manuel Diego de Zúñiga Sotomayor, x duque de Béjar y Plasencia (1657-1686)                                       | Manuel Diego de Zúñiga Sotomayor, x duque de Béjar y Plasencia (1657-1686)                                       | Manuel Diego de Zúñiga Sotomayor, x duque de Béjar y Plasencia (1657-1686)                                       |  |  |                                                                     |                                                                     |                                                                     |                                                                     |                                                                     |                                                                     |  |  |                                                                                                   |                                                                                                   |                                                                                                   |                                                                                                   |                                                                                                   |                                                                                                   |  |  |                                                                                     |                                                                                     |                                                                                     |                                                                                     |                                                                                     |                                                                                     |  |  |  |  |  |  |  |  |  |  |  |  |  |  |  |  |  |  |  |  |  |  |  |  |  |  |  |  |
| | | | | | |  |  |                                                                                               |                                                                                               |                                                                                               |                                                                                               |                                                                                               |                                                                                               |  |  | Antonio Francisco Pimentel, xiii conde x duque de Benavente († 1743)                                                        | Antonio Francisco Pimentel, xiii conde x duque de Benavente († 1743)                           | Antonio Francisco Pimentel, xiii conde x duque de Benavente († 1743)                           | Antonio Francisco Pimentel, xiii conde x duque de Benavente († 1743)                           | Antonio Francisco Pimentel, xiii conde x duque de Benavente († 1743)                           | Antonio Francisco Pimentel, xiii conde x duque de Benavente († 1743)                           |  |  | Juan Manuel de Zúñiga Sotomayor, xi duque de Béjar y Plasencia (1680-1647)                                       | Juan Manuel de Zúñiga Sotomayor, xi duque de Béjar y Plasencia (1680-1647)                                       | Juan Manuel de Zúñiga Sotomayor, xi duque de Béjar y Plasencia (1680-1647)                                       | Juan Manuel de Zúñiga Sotomayor, xi duque de Béjar y Plasencia (1680-1647)                                       | Juan Manuel de Zúñiga Sotomayor, xi duque de Béjar y Plasencia (1680-1647)                                       | Juan Manuel de Zúñiga Sotomayor, xi duque de Béjar y Plasencia (1680-1647)                                       |  |  |                                                                     |                                                                     |                                                                     |                                                                     |                                                                     |                                                                     |  |  |                                                                                                   |                                                                                                   |                                                                                                   |                                                                                                   |                                                                                                   |                                                                                                   |  |  |                                                                                     |                                                                                     |                                                                                     |                                                                                     |                                                                                     |                                                                                     |  |  |  |  |  |  |  |  |  |  |  |  |  |  |  |  |  |  |  |  |  |  |  |  |  |  |  |  |
| | | | | | |  |  |                                                                                               |                                                                                               |                                                                                               |                                                                                               |                                                                                               |                                                                                               |  |  | Antonio Francisco Pimentel, xiii conde x duque de Benavente († 1743)                                                        | Antonio Francisco Pimentel, xiii conde x duque de Benavente († 1743)                           | Antonio Francisco Pimentel, xiii conde x duque de Benavente († 1743)                           | Antonio Francisco Pimentel, xiii conde x duque de Benavente († 1743)                           | Antonio Francisco Pimentel, xiii conde x duque de Benavente († 1743)                           | Antonio Francisco Pimentel, xiii conde x duque de Benavente († 1743)                           |  |  | Juan Manuel de Zúñiga Sotomayor, xi duque de Béjar y Plasencia (1680-1647)                                       | Juan Manuel de Zúñiga Sotomayor, xi duque de Béjar y Plasencia (1680-1647)                                       | Juan Manuel de Zúñiga Sotomayor, xi duque de Béjar y Plasencia (1680-1647)                                       | Juan Manuel de Zúñiga Sotomayor, xi duque de Béjar y Plasencia (1680-1647)                                       | Juan Manuel de Zúñiga Sotomayor, xi duque de Béjar y Plasencia (1680-1647)                                       | Juan Manuel de Zúñiga Sotomayor, xi duque de Béjar y Plasencia (1680-1647)                                       |  |  |                                                                     |                                                                     |                                                                     |                                                                     |                                                                     |                                                                     |  |  |                                                                                                   |                                                                                                   |                                                                                                   |                                                                                                   |                                                                                                   |                                                                                                   |  |  |                                                                                     |                                                                                     |                                                                                     |                                                                                     |                                                                                     |                                                                                     |  |  |  |  |  |  |  |  |  |  |  |  |  |  |  |  |  |  |  |  |  |  |  |  |  |  |  |  |
| | | | | | |  |  |                                                                                               |                                                                                               |                                                                                               |                                                                                               |                                                                                               |                                                                                               |  |  | Francisco Alfonso Pimentel, xiv conde xi duque de Benavente (1707-1763)                                                     | Francisco Alfonso Pimentel, xiv conde xi duque de Benavente (1707-1763)                        | Francisco Alfonso Pimentel, xiv conde xi duque de Benavente (1707-1763)                        | Francisco Alfonso Pimentel, xiv conde xi duque de Benavente (1707-1763)                        | Francisco Alfonso Pimentel, xiv conde xi duque de Benavente (1707-1763)                        | Francisco Alfonso Pimentel, xiv conde xi duque de Benavente (1707-1763)                        |  |  | Joaquín Diego de Zúñiga Sotomayor, xii duque de Béjar y Plasencia (1715-1777)                                    | Joaquín Diego de Zúñiga Sotomayor, xii duque de Béjar y Plasencia (1715-1777)                                    | Joaquín Diego de Zúñiga Sotomayor, xii duque de Béjar y Plasencia (1715-1777)                                    | Joaquín Diego de Zúñiga Sotomayor, xii duque de Béjar y Plasencia (1715-1777)                                    | Joaquín Diego de Zúñiga Sotomayor, xii duque de Béjar y Plasencia (1715-1777)                                    | Joaquín Diego de Zúñiga Sotomayor, xii duque de Béjar y Plasencia (1715-1777)                                    |  |  |                                                                     |                                                                     |                                                                     |                                                                     |                                                                     |                                                                     |  |  |                                                                                                   |                                                                                                   |                                                                                                   |                                                                                                   |                                                                                                   |                                                                                                   |  |  |                                                                                     |                                                                                     |                                                                                     |                                                                                     |                                                                                     |                                                                                     |  |  |  |  |  |  |  |  |  |  |  |  |  |  |  |  |  |  |  |  |  |  |  |  |  |  |  |  |
| | | | | | |  |  |                                                                                               |                                                                                               |                                                                                               |                                                                                               |                                                                                               |                                                                                               |  |  | Francisco Alfonso Pimentel, xiv conde xi duque de Benavente (1707-1763)                                                     | Francisco Alfonso Pimentel, xiv conde xi duque de Benavente (1707-1763)                        | Francisco Alfonso Pimentel, xiv conde xi duque de Benavente (1707-1763)                        | Francisco Alfonso Pimentel, xiv conde xi duque de Benavente (1707-1763)                        | Francisco Alfonso Pimentel, xiv conde xi duque de Benavente (1707-1763)                        | Francisco Alfonso Pimentel, xiv conde xi duque de Benavente (1707-1763)                        |  |  | Joaquín Diego de Zúñiga Sotomayor, xii duque de Béjar y Plasencia (1715-1777)                                    | Joaquín Diego de Zúñiga Sotomayor, xii duque de Béjar y Plasencia (1715-1777)                                    | Joaquín Diego de Zúñiga Sotomayor, xii duque de Béjar y Plasencia (1715-1777)                                    | Joaquín Diego de Zúñiga Sotomayor, xii duque de Béjar y Plasencia (1715-1777)                                    | Joaquín Diego de Zúñiga Sotomayor, xii duque de Béjar y Plasencia (1715-1777)                                    | Joaquín Diego de Zúñiga Sotomayor, xii duque de Béjar y Plasencia (1715-1777)                                    |  |  |                                                                     |                                                                     |                                                                     |                                                                     |                                                                     |                                                                     |  |  |                                                                                                   |                                                                                                   |                                                                                                   |                                                                                                   |                                                                                                   |                                                                                                   |  |  |                                                                                     |                                                                                     |                                                                                     |                                                                                     |                                                                                     |                                                                                     |  |  |  |  |  |  |  |  |  |  |  |  |  |  |  |  |  |  |  |  |  |  |  |  |  |  |  |  |
| | | | | | |  |  |                                                                                               |                                                                                               |                                                                                               |                                                                                               |                                                                                               |                                                                                               |  |  | María Josefa Pimentel, duquesa de Osuna, xv condesa xii duquesa de Benavente, xiii duquesa de Béjar y Plasencia (1752-1834) |                                                                                                |                                                                                                |                                                                                                |                                                                                                |                                                                                                |  |  | | | | | | |  |  |                                                                     |                                                                     |                                                                     |                                                                     |                                                                     |                                                                     |  |  |                                                                                                   |                                                                                                   |                                                                                                   |                                                                                                   |                                                                                                   |                                                                                                   |  |  |                                                                                     |                                                                                     |                                                                                     |                                                                                     |                                                                                     |                                                                                     |  |  |  |  |  |  |  |  |  |  |  |  |  |  |  |  |  |  |  |  |  |  |  |  |  |  |  |  |
| | | | | | |  |  |                                                                                               |                                                                                               |                                                                                               |                                                                                               |                                                                                               |                                                                                               |  |  | |                                                                                                |                                                                                                |                                                                                                |                                                                                                |                                                                                                |  |  | | | | | | |  |  |                                                                     |                                                                     |                                                                     |                                                                     |                                                                     |                                                                     |  |  |                                                                                                   |                                                                                                   |                                                                                                   |                                                                                                   |                                                                                                   |                                                                                                   |  |  |                                                                                     |                                                                                     |                                                                                     |                                                                                     |                                                                                     |                                                                                     |  |  |  |  |  |  |  |  |  |  |  |  |  |  |  |  |  |  |  |  |  |  |  |  |  |  |  |  |
| | | | | | |  |  |                                                                                               |                                                                                               |                                                                                               |                                                                                               |                                                                                               |                                                                                               |  |  | |                                                                                                |                                                                                                |                                                                                                |                                                                                                |                                                                                                |  |  | | | | | | |  |  |                                                                     |                                                                     |                                                                     |                                                                     |                                                                     |                                                                     |  |  |                                                                                                   |                                                                                                   |                                                                                                   |                                                                                                   |                                                                                                   |                                                                                                   |  |  |                                                                                     |                                                                                     |                                                                                     |                                                                                     |                                                                                     |                                                                                     |  |  |  |  |  |  |  |  |  |  |  |  |  |  |  |  |  |  |  |  |  |  |  |  |  |  |  |  |
| María Josefa Téllez-Girón, marquesa de Camarasa (1783-1817) | María Josefa Téllez-Girón, marquesa de Camarasa (1783-1817)                                                                                      | María Josefa Téllez-Girón, marquesa de Camarasa (1783-1817)                                                                                      | María Josefa Téllez-Girón, marquesa de Camarasa (1783-1817)                                                                                      | María Josefa Téllez-Girón, marquesa de Camarasa (1783-1817)                                                                                      | María Josefa Téllez-Girón, marquesa de Camarasa (1783-1817)                                                                                      |  |  |                                                                                               |                                                                                               |                                                                                               |                                                                                               |                                                                                               |                                                                                               |  |  | Francisco de Borja Téllez-Girón, x duque de Osuna (1785-1820)                                                               | Francisco de Borja Téllez-Girón, x duque de Osuna (1785-1820)                                  | Francisco de Borja Téllez-Girón, x duque de Osuna (1785-1820)                                  | Francisco de Borja Téllez-Girón, x duque de Osuna (1785-1820)                                  | Francisco de Borja Téllez-Girón, x duque de Osuna (1785-1820)                                  | Francisco de Borja Téllez-Girón, x duque de Osuna (1785-1820)                                  |  |  | | | | | | |  |  | Pedro de Alcántara Téllez-Girón, ii príncipe de Anglona (1786-1851) | Pedro de Alcántara Téllez-Girón, ii príncipe de Anglona (1786-1851) | Pedro de Alcántara Téllez-Girón, ii príncipe de Anglona (1786-1851) | Pedro de Alcántara Téllez-Girón, ii príncipe de Anglona (1786-1851) | Pedro de Alcántara Téllez-Girón, ii príncipe de Anglona (1786-1851) | Pedro de Alcántara Téllez-Girón, ii príncipe de Anglona (1786-1851) |  |  |                                                                                                   |                                                                                                   |                                                                                                   |                                                                                                   |                                                                                                   |                                                                                                   |  |  |                                                                                     |                                                                                     |                                                                                     |                                                                                     |                                                                                     |                                                                                     |  |  |  |  |  |  |  |  |  |  |  |  |  |  |  |  |  |  |  |  |  |  |  |  |  |  |  |  |
| María Josefa Téllez-Girón, marquesa de Camarasa (1783-1817) | María Josefa Téllez-Girón, marquesa de Camarasa (1783-1817)                                                                                      | María Josefa Téllez-Girón, marquesa de Camarasa (1783-1817)                                                                                      | María Josefa Téllez-Girón, marquesa de Camarasa (1783-1817)                                                                                      | María Josefa Téllez-Girón, marquesa de Camarasa (1783-1817)                                                                                      | María Josefa Téllez-Girón, marquesa de Camarasa (1783-1817)                                                                                      |  |  |                                                                                               |                                                                                               |                                                                                               |                                                                                               |                                                                                               |                                                                                               |  |  | Francisco de Borja Téllez-Girón, x duque de Osuna (1785-1820)                                                               | Francisco de Borja Téllez-Girón, x duque de Osuna (1785-1820)                                  | Francisco de Borja Téllez-Girón, x duque de Osuna (1785-1820)                                  | Francisco de Borja Téllez-Girón, x duque de Osuna (1785-1820)                                  | Francisco de Borja Téllez-Girón, x duque de Osuna (1785-1820)                                  | Francisco de Borja Téllez-Girón, x duque de Osuna (1785-1820)                                  |  |  | | | | | | |  |  | Pedro de Alcántara Téllez-Girón, ii príncipe de Anglona (1786-1851) | Pedro de Alcántara Téllez-Girón, ii príncipe de Anglona (1786-1851) | Pedro de Alcántara Téllez-Girón, ii príncipe de Anglona (1786-1851) | Pedro de Alcántara Téllez-Girón, ii príncipe de Anglona (1786-1851) | Pedro de Alcántara Téllez-Girón, ii príncipe de Anglona (1786-1851) | Pedro de Alcántara Téllez-Girón, ii príncipe de Anglona (1786-1851) |  |  |                                                                                                   |                                                                                                   |                                                                                                   |                                                                                                   |                                                                                                   |                                                                                                   |  |  |                                                                                     |                                                                                     |                                                                                     |                                                                                     |                                                                                     |                                                                                     |  |  |  |  |  |  |  |  |  |  |  |  |  |  |  |  |  |  |  |  |  |  |  |  |  |  |  |  |
| | | | | | |  |  |                                                                                               |                                                                                               |                                                                                               |                                                                                               |                                                                                               |                                                                                               |  |  | |                                                                                                |                                                                                                |                                                                                                |                                                                                                |                                                                                                |  |  | | | | | | |  |  |                                                                     |                                                                     |                                                                     |                                                                     |                                                                     |                                                                     |  |  |                                                                                                   |                                                                                                   |                                                                                                   |                                                                                                   |                                                                                                   |                                                                                                   |  |  |                                                                                     |                                                                                     |                                                                                     |                                                                                     |                                                                                     |                                                                                     |  |  |  |  |  |  |  |  |  |  |  |  |  |  |  |  |  |  |  |  |  |  |  |  |  |  |  |  |
| Jacobo Gayoso de los Cobos, xiv marqués de Camarasa (1816-1871) | Jacobo Gayoso de los Cobos, xiv marqués de Camarasa (1816-1871)                                                                                  | Jacobo Gayoso de los Cobos, xiv marqués de Camarasa (1816-1871)                                                                                  | Jacobo Gayoso de los Cobos, xiv marqués de Camarasa (1816-1871)                                                                                  | Jacobo Gayoso de los Cobos, xiv marqués de Camarasa (1816-1871)                                                                                  | Jacobo Gayoso de los Cobos, xiv marqués de Camarasa (1816-1871)                                                                                  |  |  |                                                                                               |                                                                                               |                                                                                               |                                                                                               |                                                                                               |                                                                                               |  |  | Pedro de Alcántara Téllez-Girón, xi duque de Osuna, xiv duque de Béjar y Plasencia (1810-1844)                              | Pedro de Alcántara Téllez-Girón, xi duque de Osuna, xiv duque de Béjar y Plasencia (1810-1844) | Pedro de Alcántara Téllez-Girón, xi duque de Osuna, xiv duque de Béjar y Plasencia (1810-1844) | Pedro de Alcántara Téllez-Girón, xi duque de Osuna, xiv duque de Béjar y Plasencia (1810-1844) | Pedro de Alcántara Téllez-Girón, xi duque de Osuna, xiv duque de Béjar y Plasencia (1810-1844) | Pedro de Alcántara Téllez-Girón, xi duque de Osuna, xiv duque de Béjar y Plasencia (1810-1844) |  |  | Mariano Téllez-Girón, xii duque de Osuna, xv duque de Béjar y Plasencia (1814-1882)                              | Mariano Téllez-Girón, xii duque de Osuna, xv duque de Béjar y Plasencia (1814-1882)                              | Mariano Téllez-Girón, xii duque de Osuna, xv duque de Béjar y Plasencia (1814-1882)                              | Mariano Téllez-Girón, xii duque de Osuna, xv duque de Béjar y Plasencia (1814-1882)                              | Mariano Téllez-Girón, xii duque de Osuna, xv duque de Béjar y Plasencia (1814-1882)                              | Mariano Téllez-Girón, xii duque de Osuna, xv duque de Béjar y Plasencia (1814-1882)                              |  |  | Pedro de Alcántara Téllez-Girón, xiii duque de Osuna (1812-1900)    | Pedro de Alcántara Téllez-Girón, xiii duque de Osuna (1812-1900)    | Pedro de Alcántara Téllez-Girón, xiii duque de Osuna (1812-1900)    | Pedro de Alcántara Téllez-Girón, xiii duque de Osuna (1812-1900)    | Pedro de Alcántara Téllez-Girón, xiii duque de Osuna (1812-1900)    | Pedro de Alcántara Téllez-Girón, xiii duque de Osuna (1812-1900)    |  |  | Tirso María Téllez-Girón, duque de Uceda (1817-1871)                                              | Tirso María Téllez-Girón, duque de Uceda (1817-1871)                                              | Tirso María Téllez-Girón, duque de Uceda (1817-1871)                                              | Tirso María Téllez-Girón, duque de Uceda (1817-1871)                                              | Tirso María Téllez-Girón, duque de Uceda (1817-1871)                                              | Tirso María Téllez-Girón, duque de Uceda (1817-1871)                                              |  |  |                                                                                     |                                                                                     |                                                                                     |                                                                                     |                                                                                     |                                                                                     |  |  |  |  |  |  |  |  |  |  |  |  |  |  |  |  |  |  |  |  |  |  |  |  |  |  |  |  |
| Jacobo Gayoso de los Cobos, xiv marqués de Camarasa (1816-1871) | Jacobo Gayoso de los Cobos, xiv marqués de Camarasa (1816-1871)                                                                                  | Jacobo Gayoso de los Cobos, xiv marqués de Camarasa (1816-1871)                                                                                  | Jacobo Gayoso de los Cobos, xiv marqués de Camarasa (1816-1871)                                                                                  | Jacobo Gayoso de los Cobos, xiv marqués de Camarasa (1816-1871)                                                                                  | Jacobo Gayoso de los Cobos, xiv marqués de Camarasa (1816-1871)                                                                                  |  |  |                                                                                               |                                                                                               |                                                                                               |                                                                                               |                                                                                               |                                                                                               |  |  | Pedro de Alcántara Téllez-Girón, xi duque de Osuna, xiv duque de Béjar y Plasencia (1810-1844)                              | Pedro de Alcántara Téllez-Girón, xi duque de Osuna, xiv duque de Béjar y Plasencia (1810-1844) | Pedro de Alcántara Téllez-Girón, xi duque de Osuna, xiv duque de Béjar y Plasencia (1810-1844) | Pedro de Alcántara Téllez-Girón, xi duque de Osuna, xiv duque de Béjar y Plasencia (1810-1844) | Pedro de Alcántara Téllez-Girón, xi duque de Osuna, xiv duque de Béjar y Plasencia (1810-1844) | Pedro de Alcántara Téllez-Girón, xi duque de Osuna, xiv duque de Béjar y Plasencia (1810-1844) |  |  | Mariano Téllez-Girón, xii duque de Osuna, xv duque de Béjar y Plasencia (1814-1882)                              | Mariano Téllez-Girón, xii duque de Osuna, xv duque de Béjar y Plasencia (1814-1882)                              | Mariano Téllez-Girón, xii duque de Osuna, xv duque de Béjar y Plasencia (1814-1882)                              | Mariano Téllez-Girón, xii duque de Osuna, xv duque de Béjar y Plasencia (1814-1882)                              | Mariano Téllez-Girón, xii duque de Osuna, xv duque de Béjar y Plasencia (1814-1882)                              | Mariano Téllez-Girón, xii duque de Osuna, xv duque de Béjar y Plasencia (1814-1882)                              |  |  | Pedro de Alcántara Téllez-Girón, xiii duque de Osuna (1812-1900)    | Pedro de Alcántara Téllez-Girón, xiii duque de Osuna (1812-1900)    | Pedro de Alcántara Téllez-Girón, xiii duque de Osuna (1812-1900)    | Pedro de Alcántara Téllez-Girón, xiii duque de Osuna (1812-1900)    | Pedro de Alcántara Téllez-Girón, xiii duque de Osuna (1812-1900)    | Pedro de Alcántara Téllez-Girón, xiii duque de Osuna (1812-1900)    |  |  | Tirso María Téllez-Girón, duque de Uceda (1817-1871)                                              | Tirso María Téllez-Girón, duque de Uceda (1817-1871)                                              | Tirso María Téllez-Girón, duque de Uceda (1817-1871)                                              | Tirso María Téllez-Girón, duque de Uceda (1817-1871)                                              | Tirso María Téllez-Girón, duque de Uceda (1817-1871)                                              | Tirso María Téllez-Girón, duque de Uceda (1817-1871)                                              |  |  |                                                                                     |                                                                                     |                                                                                     |                                                                                     |                                                                                     |                                                                                     |  |  |  |  |  |  |  |  |  |  |  |  |  |  |  |  |  |  |  |  |  |  |  |  |  |  |  |  |
| | | | | | |  |  |                                                                                               |                                                                                               |                                                                                               |                                                                                               |                                                                                               |                                                                                               |  |  | |                                                                                                |                                                                                                |                                                                                                |                                                                                                |                                                                                                |  |  | | | | | | |  |  |                                                                     |                                                                     |                                                                     |                                                                     |                                                                     |                                                                     |  |  |                                                                                                   |                                                                                                   |                                                                                                   |                                                                                                   |                                                                                                   |                                                                                                   |  |  |                                                                                     |                                                                                     |                                                                                     |                                                                                     |                                                                                     |                                                                                     |  |  |  |  |  |  |  |  |  |  |  |  |  |  |  |  |  |  |  |  |  |  |  |  |  |  |  |  |
| Francisca de Borja Gayoso de los Cobos, xv marquesa de Camarasa (1854-1926) | Francisca de Borja Gayoso de los Cobos, xv marquesa de Camarasa (1854-1926)                                                                      | Francisca de Borja Gayoso de los Cobos, xv marquesa de Camarasa (1854-1926)                                                                      | Francisca de Borja Gayoso de los Cobos, xv marquesa de Camarasa (1854-1926)                                                                      | Francisca de Borja Gayoso de los Cobos, xv marquesa de Camarasa (1854-1926)                                                                      | Francisca de Borja Gayoso de los Cobos, xv marquesa de Camarasa (1854-1926)                                                                      |  |  | María del Pilar Gayoso de los Cobos, xvi duquesa de Plasencia (1856-1939)                     | María del Pilar Gayoso de los Cobos, xvi duquesa de Plasencia (1856-1939)                     | María del Pilar Gayoso de los Cobos, xvi duquesa de Plasencia (1856-1939)                     | María del Pilar Gayoso de los Cobos, xvi duquesa de Plasencia (1856-1939)                     | María del Pilar Gayoso de los Cobos, xvi duquesa de Plasencia (1856-1939)                     | María del Pilar Gayoso de los Cobos, xvi duquesa de Plasencia (1856-1939)                     |  |  | |                                                                                                |                                                                                                |                                                                                                |                                                                                                |                                                                                                |  |  | | | | | | |  |  |                                                                     |                                                                     |                                                                     |                                                                     |                                                                     |                                                                     |  |  | Francisco de Borja Téllez-Girón, xi duque de Uceda (1839-1897)                                    | Francisco de Borja Téllez-Girón, xi duque de Uceda (1839-1897)                                    | Francisco de Borja Téllez-Girón, xi duque de Uceda (1839-1897)                                    | Francisco de Borja Téllez-Girón, xi duque de Uceda (1839-1897)                                    | Francisco de Borja Téllez-Girón, xi duque de Uceda (1839-1897)                                    | Francisco de Borja Téllez-Girón, xi duque de Uceda (1839-1897)                                    |  |  |                                                                                     |                                                                                     |                                                                                     |                                                                                     |                                                                                     |                                                                                     |  |  |  |  |  |  |  |  |  |  |  |  |  |  |  |  |  |  |  |  |  |  |  |  |  |  |  |  |
| Francisca de Borja Gayoso de los Cobos, xv marquesa de Camarasa (1854-1926) | Francisca de Borja Gayoso de los Cobos, xv marquesa de Camarasa (1854-1926)                                                                      | Francisca de Borja Gayoso de los Cobos, xv marquesa de Camarasa (1854-1926)                                                                      | Francisca de Borja Gayoso de los Cobos, xv marquesa de Camarasa (1854-1926)                                                                      | Francisca de Borja Gayoso de los Cobos, xv marquesa de Camarasa (1854-1926)                                                                      | Francisca de Borja Gayoso de los Cobos, xv marquesa de Camarasa (1854-1926)                                                                      |  |  | María del Pilar Gayoso de los Cobos, xvi duquesa de Plasencia (1856-1939)                     | María del Pilar Gayoso de los Cobos, xvi duquesa de Plasencia (1856-1939)                     | María del Pilar Gayoso de los Cobos, xvi duquesa de Plasencia (1856-1939)                     | María del Pilar Gayoso de los Cobos, xvi duquesa de Plasencia (1856-1939)                     | María del Pilar Gayoso de los Cobos, xvi duquesa de Plasencia (1856-1939)                     | María del Pilar Gayoso de los Cobos, xvi duquesa de Plasencia (1856-1939)                     |  |  | |                                                                                                |                                                                                                |                                                                                                |                                                                                                |                                                                                                |  |  | | | | | | |  |  |                                                                     |                                                                     |                                                                     |                                                                     |                                                                     |                                                                     |  |  | Francisco de Borja Téllez-Girón, xi duque de Uceda (1839-1897)                                    | Francisco de Borja Téllez-Girón, xi duque de Uceda (1839-1897)                                    | Francisco de Borja Téllez-Girón, xi duque de Uceda (1839-1897)                                    | Francisco de Borja Téllez-Girón, xi duque de Uceda (1839-1897)                                    | Francisco de Borja Téllez-Girón, xi duque de Uceda (1839-1897)                                    | Francisco de Borja Téllez-Girón, xi duque de Uceda (1839-1897)                                    |  |  |                                                                                     |                                                                                     |                                                                                     |                                                                                     |                                                                                     |                                                                                     |  |  |  |  |  |  |  |  |  |  |  |  |  |  |  |  |  |  |  |  |  |  |  |  |  |  |  |  |
| | | | | | |  |  |                                                                                               |                                                                                               |                                                                                               |                                                                                               |                                                                                               |                                                                                               |  |  | |                                                                                                |                                                                                                |                                                                                                |                                                                                                |                                                                                                |  |  | | | | | | |  |  |                                                                     |                                                                     |                                                                     |                                                                     |                                                                     |                                                                     |  |  |                                                                                                   |                                                                                                   |                                                                                                   |                                                                                                   |                                                                                                   |                                                                                                   |  |  |                                                                                     |                                                                                     |                                                                                     |                                                                                     |                                                                                     |                                                                                     |  |  |  |  |  |  |  |  |  |  |  |  |  |  |  |  |  |  |  |  |  |  |  |  |  |  |  |  |
| Ana María Fernández de Henestrosa, duquesa de Medinaceli (1879-1938) | Ana María Fernández de Henestrosa, duquesa de Medinaceli (1879-1938)                                                                             | Ana María Fernández de Henestrosa, duquesa de Medinaceli (1879-1938)                                                                             | Ana María Fernández de Henestrosa, duquesa de Medinaceli (1879-1938)                                                                             | Ana María Fernández de Henestrosa, duquesa de Medinaceli (1879-1938)                                                                             | Ana María Fernández de Henestrosa, duquesa de Medinaceli (1879-1938)                                                                             |  |  | Ignacio Fernández de Henestrosa, xvi marqués de Camarasa, xvii duque de Plasencia (1880-1948) | Ignacio Fernández de Henestrosa, xvi marqués de Camarasa, xvii duque de Plasencia (1880-1948) | Ignacio Fernández de Henestrosa, xvi marqués de Camarasa, xvii duque de Plasencia (1880-1948) | Ignacio Fernández de Henestrosa, xvi marqués de Camarasa, xvii duque de Plasencia (1880-1948) | Ignacio Fernández de Henestrosa, xvi marqués de Camarasa, xvii duque de Plasencia (1880-1948) | Ignacio Fernández de Henestrosa, xvi marqués de Camarasa, xvii duque de Plasencia (1880-1948) |  |  | |                                                                                                |                                                                                                |                                                                                                |                                                                                                |                                                                                                |  |  | | | | | | |  |  | Ángela María Téllez-Girón, duquesa de Almenara Alta (1879-1921)     | Ángela María Téllez-Girón, duquesa de Almenara Alta (1879-1921)     | Ángela María Téllez-Girón, duquesa de Almenara Alta (1879-1921)     | Ángela María Téllez-Girón, duquesa de Almenara Alta (1879-1921)     | Ángela María Téllez-Girón, duquesa de Almenara Alta (1879-1921)     | Ángela María Téllez-Girón, duquesa de Almenara Alta (1879-1921)     |  |  | Luis María Téllez-Girón, xiv duque de Osuna (1870-1909)                                           | Luis María Téllez-Girón, xiv duque de Osuna (1870-1909)                                           | Luis María Téllez-Girón, xiv duque de Osuna (1870-1909)                                           | Luis María Téllez-Girón, xiv duque de Osuna (1870-1909)                                           | Luis María Téllez-Girón, xiv duque de Osuna (1870-1909)                                           | Luis María Téllez-Girón, xiv duque de Osuna (1870-1909)                                           |  |  | Mariano Téllez-Girón, xv duque de Osuna (1887-1931)                                 | Mariano Téllez-Girón, xv duque de Osuna (1887-1931)                                 | Mariano Téllez-Girón, xv duque de Osuna (1887-1931)                                 | Mariano Téllez-Girón, xv duque de Osuna (1887-1931)                                 | Mariano Téllez-Girón, xv duque de Osuna (1887-1931)                                 | Mariano Téllez-Girón, xv duque de Osuna (1887-1931)                                 |  |  |  |  |  |  |  |  |  |  |  |  |  |  |  |  |  |  |  |  |  |  |  |  |  |  |  |  |
| Ana María Fernández de Henestrosa, duquesa de Medinaceli (1879-1938) | Ana María Fernández de Henestrosa, duquesa de Medinaceli (1879-1938)                                                                             | Ana María Fernández de Henestrosa, duquesa de Medinaceli (1879-1938)                                                                             | Ana María Fernández de Henestrosa, duquesa de Medinaceli (1879-1938)                                                                             | Ana María Fernández de Henestrosa, duquesa de Medinaceli (1879-1938)                                                                             | Ana María Fernández de Henestrosa, duquesa de Medinaceli (1879-1938)                                                                             |  |  | Ignacio Fernández de Henestrosa, xvi marqués de Camarasa, xvii duque de Plasencia (1880-1948) | Ignacio Fernández de Henestrosa, xvi marqués de Camarasa, xvii duque de Plasencia (1880-1948) | Ignacio Fernández de Henestrosa, xvi marqués de Camarasa, xvii duque de Plasencia (1880-1948) | Ignacio Fernández de Henestrosa, xvi marqués de Camarasa, xvii duque de Plasencia (1880-1948) | Ignacio Fernández de Henestrosa, xvi marqués de Camarasa, xvii duque de Plasencia (1880-1948) | Ignacio Fernández de Henestrosa, xvi marqués de Camarasa, xvii duque de Plasencia (1880-1948) |  |  | |                                                                                                |                                                                                                |                                                                                                |                                                                                                |                                                                                                |  |  | | | | | | |  |  | Ángela María Téllez-Girón, duquesa de Almenara Alta (1879-1921)     | Ángela María Téllez-Girón, duquesa de Almenara Alta (1879-1921)     | Ángela María Téllez-Girón, duquesa de Almenara Alta (1879-1921)     | Ángela María Téllez-Girón, duquesa de Almenara Alta (1879-1921)     | Ángela María Téllez-Girón, duquesa de Almenara Alta (1879-1921)     | Ángela María Téllez-Girón, duquesa de Almenara Alta (1879-1921)     |  |  | Luis María Téllez-Girón, xiv duque de Osuna (1870-1909)                                           | Luis María Téllez-Girón, xiv duque de Osuna (1870-1909)                                           | Luis María Téllez-Girón, xiv duque de Osuna (1870-1909)                                           | Luis María Téllez-Girón, xiv duque de Osuna (1870-1909)                                           | Luis María Téllez-Girón, xiv duque de Osuna (1870-1909)                                           | Luis María Téllez-Girón, xiv duque de Osuna (1870-1909)                                           |  |  | Mariano Téllez-Girón, xv duque de Osuna (1887-1931)                                 | Mariano Téllez-Girón, xv duque de Osuna (1887-1931)                                 | Mariano Téllez-Girón, xv duque de Osuna (1887-1931)                                 | Mariano Téllez-Girón, xv duque de Osuna (1887-1931)                                 | Mariano Téllez-Girón, xv duque de Osuna (1887-1931)                                 | Mariano Téllez-Girón, xv duque de Osuna (1887-1931)                                 |  |  |  |  |  |  |  |  |  |  |  |  |  |  |  |  |  |  |  |  |  |  |  |  |  |  |  |  |
| | | | | | |  |  |                                                                                               |                                                                                               |                                                                                               |                                                                                               |                                                                                               |                                                                                               |  |  | |                                                                                                |                                                                                                |                                                                                                |                                                                                                |                                                                                                |  |  | | | | | | |  |  |                                                                     |                                                                     |                                                                     |                                                                     |                                                                     |                                                                     |  |  |                                                                                                   |                                                                                                   |                                                                                                   |                                                                                                   |                                                                                                   |                                                                                                   |  |  |                                                                                     |                                                                                     |                                                                                     |                                                                                     |                                                                                     |                                                                                     |  |  |  |  |  |  |  |  |  |  |  |  |  |  |  |  |  |  |  |  |  |  |  |  |  |  |  |  |
| Victoria Eugenia Fernández de Córdoba, xviii duquesa de Medinaceli, XVII marquesa de Camarasa (1917-2013) Con sucesión en la casa de Medinaceli. | Victoria Eugenia Fernández de Córdoba, xviii duquesa de Medinaceli, XVII marquesa de Camarasa (1917-2013) Con sucesión en la casa de Medinaceli. | Victoria Eugenia Fernández de Córdoba, xviii duquesa de Medinaceli, XVII marquesa de Camarasa (1917-2013) Con sucesión en la casa de Medinaceli. | Victoria Eugenia Fernández de Córdoba, xviii duquesa de Medinaceli, XVII marquesa de Camarasa (1917-2013) Con sucesión en la casa de Medinaceli. | Victoria Eugenia Fernández de Córdoba, xviii duquesa de Medinaceli, XVII marquesa de Camarasa (1917-2013) Con sucesión en la casa de Medinaceli. | Victoria Eugenia Fernández de Córdoba, xviii duquesa de Medinaceli, XVII marquesa de Camarasa (1917-2013) Con sucesión en la casa de Medinaceli. |  |  |                                                                                               |                                                                                               |                                                                                               |                                                                                               |                                                                                               |                                                                                               |  |  | |                                                                                                |                                                                                                |                                                                                                |                                                                                                |                                                                                                |  |  | Francisco de Borja Martorell, vii duque de Almenara Alta (1898-1940) Con sucesión en la duques de Almenara Alta. | Francisco de Borja Martorell, vii duque de Almenara Alta (1898-1940) Con sucesión en la duques de Almenara Alta. | Francisco de Borja Martorell, vii duque de Almenara Alta (1898-1940) Con sucesión en la duques de Almenara Alta. | Francisco de Borja Martorell, vii duque de Almenara Alta (1898-1940) Con sucesión en la duques de Almenara Alta. | Francisco de Borja Martorell, vii duque de Almenara Alta (1898-1940) Con sucesión en la duques de Almenara Alta. | Francisco de Borja Martorell, vii duque de Almenara Alta (1898-1940) Con sucesión en la duques de Almenara Alta. |  |  | José María Martorell, xviii duque de Plasencia (1903-1960)          | José María Martorell, xviii duque de Plasencia (1903-1960)          | José María Martorell, xviii duque de Plasencia (1903-1960)          | José María Martorell, xviii duque de Plasencia (1903-1960)          | José María Martorell, xviii duque de Plasencia (1903-1960)          | José María Martorell, xviii duque de Plasencia (1903-1960)          |  |  |                                                                                                   |                                                                                                   |                                                                                                   |                                                                                                   |                                                                                                   |                                                                                                   |  |  | Ángela María Téllez-Girón, xvi duquesa de Osuna, xix duquesa de Plasencia (n. 1925) | Ángela María Téllez-Girón, xvi duquesa de Osuna, xix duquesa de Plasencia (n. 1925) | Ángela María Téllez-Girón, xvi duquesa de Osuna, xix duquesa de Plasencia (n. 1925) | Ángela María Téllez-Girón, xvi duquesa de Osuna, xix duquesa de Plasencia (n. 1925) | Ángela María Téllez-Girón, xvi duquesa de Osuna, xix duquesa de Plasencia (n. 1925) | Ángela María Téllez-Girón, xvi duquesa de Osuna, xix duquesa de Plasencia (n. 1925) |  |  |  |  |  |  |  |  |  |  |  |  |  |  |  |  |  |  |  |  |  |  |  |  |  |  |  |  |
| Victoria Eugenia Fernández de Córdoba, xviii duquesa de Medinaceli, XVII marquesa de Camarasa (1917-2013) Con sucesión en la casa de Medinaceli. | Victoria Eugenia Fernández de Córdoba, xviii duquesa de Medinaceli, XVII marquesa de Camarasa (1917-2013) Con sucesión en la casa de Medinaceli. | Victoria Eugenia Fernández de Córdoba, xviii duquesa de Medinaceli, XVII marquesa de Camarasa (1917-2013) Con sucesión en la casa de Medinaceli. | Victoria Eugenia Fernández de Córdoba, xviii duquesa de Medinaceli, XVII marquesa de Camarasa (1917-2013) Con sucesión en la casa de Medinaceli. | Victoria Eugenia Fernández de Córdoba, xviii duquesa de Medinaceli, XVII marquesa de Camarasa (1917-2013) Con sucesión en la casa de Medinaceli. | Victoria Eugenia Fernández de Córdoba, xviii duquesa de Medinaceli, XVII marquesa de Camarasa (1917-2013) Con sucesión en la casa de Medinaceli. |  |  |                                                                                               |                                                                                               |                                                                                               |                                                                                               |                                                                                               |                                                                                               |  |  | |                                                                                                |                                                                                                |                                                                                                |                                                                                                |                                                                                                |  |  | Francisco de Borja Martorell, vii duque de Almenara Alta (1898-1940) Con sucesión en la duques de Almenara Alta. | Francisco de Borja Martorell, vii duque de Almenara Alta (1898-1940) Con sucesión en la duques de Almenara Alta. | Francisco de Borja Martorell, vii duque de Almenara Alta (1898-1940) Con sucesión en la duques de Almenara Alta. | Francisco de Borja Martorell, vii duque de Almenara Alta (1898-1940) Con sucesión en la duques de Almenara Alta. | Francisco de Borja Martorell, vii duque de Almenara Alta (1898-1940) Con sucesión en la duques de Almenara Alta. | Francisco de Borja Martorell, vii duque de Almenara Alta (1898-1940) Con sucesión en la duques de Almenara Alta. |  |  | José María Martorell, xviii duque de Plasencia (1903-1960)          | José María Martorell, xviii duque de Plasencia (1903-1960)          | José María Martorell, xviii duque de Plasencia (1903-1960)          | José María Martorell, xviii duque de Plasencia (1903-1960)          | José María Martorell, xviii duque de Plasencia (1903-1960)          | José María Martorell, xviii duque de Plasencia (1903-1960)          |  |  |                                                                                                   |                                                                                                   |                                                                                                   |                                                                                                   |                                                                                                   |                                                                                                   |  |  | Ángela María Téllez-Girón, xvi duquesa de Osuna, xix duquesa de Plasencia (n. 1925) | Ángela María Téllez-Girón, xvi duquesa de Osuna, xix duquesa de Plasencia (n. 1925) | Ángela María Téllez-Girón, xvi duquesa de Osuna, xix duquesa de Plasencia (n. 1925) | Ángela María Téllez-Girón, xvi duquesa de Osuna, xix duquesa de Plasencia (n. 1925) | Ángela María Téllez-Girón, xvi duquesa de Osuna, xix duquesa de Plasencia (n. 1925) | Ángela María Téllez-Girón, xvi duquesa de Osuna, xix duquesa de Plasencia (n. 1925) |  |  |  |  |  |  |  |  |  |  |  |  |  |  |  |  |  |  |  |  |  |  |  |  |  |  |  |  |
| | | | | | |  |  |                                                                                               |                                                                                               |                                                                                               |                                                                                               |                                                                                               |                                                                                               |  |  | |                                                                                                |                                                                                                |                                                                                                |                                                                                                |                                                                                                |  |  | | | | | | |  |  |                                                                     |                                                                     |                                                                     |                                                                     |                                                                     |                                                                     |  |  |                                                                                                   |                                                                                                   |                                                                                                   |                                                                                                   |                                                                                                   |                                                                                                   |  |  |                                                                                     |                                                                                     |                                                                                     |                                                                                     |                                                                                     |                                                                                     |  |  |  |  |  |  |  |  |  |  |  |  |  |  |  |  |  |  |  |  |  |  |  |  |  |  |  |  |
| | | | | | |  |  |                                                                                               |                                                                                               |                                                                                               |                                                                                               |                                                                                               |                                                                                               |  |  | |                                                                                                |                                                                                                |                                                                                                |                                                                                                |                                                                                                |  |  | | | | | | |  |  |                                                                     |                                                                     |                                                                     |                                                                     |                                                                     |                                                                     |  |  | Ángela María de Solís-Beaumont, xvii duquesa de Arcos (n. 1950) Con sucesión en la casa de Osuna. | Ángela María de Solís-Beaumont, xvii duquesa de Arcos (n. 1950) Con sucesión en la casa de Osuna. | Ángela María de Solís-Beaumont, xvii duquesa de Arcos (n. 1950) Con sucesión en la casa de Osuna. | Ángela María de Solís-Beaumont, xvii duquesa de Arcos (n. 1950) Con sucesión en la casa de Osuna. | Ángela María de Solís-Beaumont, xvii duquesa de Arcos (n. 1950) Con sucesión en la casa de Osuna. | Ángela María de Solís-Beaumont, xvii duquesa de Arcos (n. 1950) Con sucesión en la casa de Osuna. |  |  | María de Gracia de Solís-Beaumont, xx duquesa de Plasencia (n. 1957)                | María de Gracia de Solís-Beaumont, xx duquesa de Plasencia (n. 1957)                | María de Gracia de Solís-Beaumont, xx duquesa de Plasencia (n. 1957)                | María de Gracia de Solís-Beaumont, xx duquesa de Plasencia (n. 1957)                | María de Gracia de Solís-Beaumont, xx duquesa de Plasencia (n. 1957)                | María de Gracia de Solís-Beaumont, xx duquesa de Plasencia (n. 1957)                |  |  |  |  |  |  |  |  |  |  |  |  |  |  |  |  |  |  |  |  |  |  |  |  |  |  |  |  |
| | | | | | |  |  |                                                                                               |                                                                                               |                                                                                               |                                                                                               |                                                                                               |                                                                                               |  |  | |                                                                                                |                                                                                                |                                                                                                |                                                                                                |                                                                                                |  |  | | | | | | |  |  |                                                                     |                                                                     |                                                                     |                                                                     |                                                                     |                                                                     |  |  | Ángela María de Solís-Beaumont, xvii duquesa de Arcos (n. 1950) Con sucesión en la casa de Osuna. | Ángela María de Solís-Beaumont, xvii duquesa de Arcos (n. 1950) Con sucesión en la casa de Osuna. | Ángela María de Solís-Beaumont, xvii duquesa de Arcos (n. 1950) Con sucesión en la casa de Osuna. | Ángela María de Solís-Beaumont, xvii duquesa de Arcos (n. 1950) Con sucesión en la casa de Osuna. | Ángela María de Solís-Beaumont, xvii duquesa de Arcos (n. 1950) Con sucesión en la casa de Osuna. | Ángela María de Solís-Beaumont, xvii duquesa de Arcos (n. 1950) Con sucesión en la casa de Osuna. |  |  | María de Gracia de Solís-Beaumont, xx duquesa de Plasencia (n. 1957)                | María de Gracia de Solís-Beaumont, xx duquesa de Plasencia (n. 1957)                | María de Gracia de Solís-Beaumont, xx duquesa de Plasencia (n. 1957)                | María de Gracia de Solís-Beaumont, xx duquesa de Plasencia (n. 1957)                | María de Gracia de Solís-Beaumont, xx duquesa de Plasencia (n. 1957)                | María de Gracia de Solís-Beaumont, xx duquesa de Plasencia (n. 1957)                |  |  |  |  |  |  |  |  |  |  |  |  |  |  |  |  |  |  |  |  |  |  |  |  |  |  |  |  |
| | | | | | |  |  |                                                                                               |                                                                                               |                                                                                               |                                                                                               |                                                                                               |                                                                                               |  |  | |                                                                                                |                                                                                                |                                                                                                |                                                                                                |                                                                                                |  |  | | | | | | |  |  |                                                                     |                                                                     |                                                                     |                                                                     |                                                                     |                                                                     |  |  |                                                                                                   |                                                                                                   |                                                                                                   |                                                                                                   |                                                                                                   |                                                                                                   |  |  | María de Gracia Rúspoli, xxi duquesa de Plasencia (n. 1977)                         |                                                                                     |                                                                                     |                                                                                     |                                                                                     |                                                                                     |  |  |  |  |  |  |  |  |  |  |  |  |  |  |  |  |  |  |  |  |  |  |  |  |  |  |  |  |

## Ascendencia real
|  |  |  |  |  |  |  |  | Carlos V, emperador Sacro Imperio Romano                                              |  |  |  |  |  |  |  |
|  |  |  |  |  |  |  |  |                                                                                       |  |  |  |  |  |  |  |
|  |  |  |  |  |  |  |  | Felipe II, rey de España                                                              |  |  |  |  |  |  |  |
|  |  |  |  |  |  |  |  |                                                                                       |  |  |  |  |  |  |  |
|  |  |  |  |  |  |  |  | Catalina Micaela de Austria, infanta de España, y esposa de Carlos Manuel I de Saboya |  |  |  |  |  |  |  |
|  |  |  |  |  |  |  |  |                                                                                       |  |  |  |  |  |  |  |
|  |  |  |  |  |  |  |  | Isabella de Savoia, esposa de Alfonso III de Este, princesa de Saboya                 |  |  |  |  |  |  |  |
|  |  |  |  |  |  |  |  |                                                                                       |  |  |  |  |  |  |  |
|  |  |  |  |  |  |  |  | Anna Beatrice d'Este, princesa de Módena                                              |  |  |  |  |  |  |  |
|  |  |  |  |  |  |  |  |                                                                                       |  |  |  |  |  |  |  |
|  |  |  |  |  |  |  |  | Laura Pico della Mirandola, princesa de Castiglione                                   |  |  |  |  |  |  |  |
|  |  |  |  |  |  |  |  |                                                                                       |  |  |  |  |  |  |  |
|  |  |  |  |  |  |  |  | Francesco Gonzaga, duque de Solferino                                                 |  |  |  |  |  |  |  |
|  |  |  |  |  |  |  |  |                                                                                       |  |  |  |  |  |  |  |
|  |  |  |  |  |  |  |  | Maria Francisca Gonzaga di Castiglione, duquesa consorte de Medinaceli                |  |  |  |  |  |  |  |
|  |  |  |  |  |  |  |  |                                                                                       |  |  |  |  |  |  |  |
|  |  |  |  |  |  |  |  | Luis María Fernández de Córdoba y Gonzaga, xiii duque de Medinaceli                   |  |  |  |  |  |  |  |
|  |  |  |  |  |  |  |  |                                                                                       |  |  |  |  |  |  |  |
|  |  |  |  |  |  |  |  | Luis Joaquín Fernández de Córdoba y Benavides, xiv duque de Medinaceli                |  |  |  |  |  |  |  |
|  |  |  |  |  |  |  |  |                                                                                       |  |  |  |  |  |  |  |
|  |  |  |  |  |  |  |  | Luis Tomás Fernández de Córdoba y Ponce de León, xv duque de Medinaceli               |  |  |  |  |  |  |  |
|  |  |  |  |  |  |  |  |                                                                                       |  |  |  |  |  |  |  |
|  |  |  |  |  |  |  |  | Ángela Fernández de Córdoba y Pérez de Barradas, duquesa consorte de Osuna            |  |  |  |  |  |  |  |
|  |  |  |  |  |  |  |  |                                                                                       |  |  |  |  |  |  |  |
|  |  |  |  |  |  |  |  | Mariano Téllez-Girón y Fenández de Córdoba, xv duque de Osuna                         |  |  |  |  |  |  |  |
|  |  |  |  |  |  |  |  |                                                                                       |  |  |  |  |  |  |  |
|  |  |  |  |  |  |  |  | Ángela María Téllez-Girón y Duque de Estrada, xvi duquesa de Osuna                    |  |  |  |  |  |  |  |
|  |  |  |  |  |  |  |  |                                                                                       |  |  |  |  |  |  |  |
|  |  |  |  |  |  |  |  | María de Gracía Solís-Beaumont y Téllez-Girón, xx duquesa de Plasencia                |  |  |  |  |  |  |  |
|  |  |  |  |  |  |  |  |                                                                                       |  |  |  |  |  |  |  |
|  |  |  |  |  |  |  |  | María de Gracía Ruspoli y de Solís-Beaumont, xxi duquesa de Plasencia                 |  |  |  |  |  |  |  |

Armas de Carlos I de España y V del Sacro Imperio

Armas de los Reyes de Navarra de la Dinastía Évreux

Asimismo,  María de Gracia Ruspoli y de Solís-Beaumont pertenece (i) a la Casa de Évreux, a través de su abuelo materno, D. Pedro de Solís-Beaumont y Lasso de la Vega, al ser descendiente de Juana de Navarra, hija natural del rey Carlos III de Navarra y de Luis de Beaumont; y 
(ii), a través de su abuela materna, y al ser descendiente de Francisco de Borja y Aragón, también conocido como San Francisco de Borja (Gandía, España, 28 de octubre de 1510-Roma, Estados Pontificios, 30 de septiembre de 1572), iii General de la Compañía de Jesús, iv duque de Gandía, i marqués de Lombay, grande de España y Virrey de Cataluña, hijo de Juan de Borja y Enríquez de Luna, iii duque de Gandía, y de Juana de Aragón y Gurrea, hija natural de Alonso de Aragón, virrey de Aragón, hijo ilegítimo del rey Fernando II de Aragón, y de Ana de Gurrea, vizcondesa de Evol, pertenece a la Casa de Trastámara.

## Mecenazgo artístico y presencia en las artes
La casa ducal ejerció un importante mecenazgo y patronazgo educativo, artístico, cultural y religioso, durante siglos, prueba de ello fue la construcción y patronazgo, entre otros muchos, del Convento de Santo Domingo y su iglesia en Plasencia, del Convento del Vado en Gibraleón; del colegio de San Guillermo de agustinos calzados, en Sevilla, o del mismo nombre en Salamanca (fundado por la ii duquesa, María de Zúñiga, quien, asimismo y en Béjar, fundó el Hospital para pobres); la construcción de los palacios de los duques de Plasencia y de Béjar en Plasencia, el Palacio Ducal de Béjar, el Palacio de Altamira (Sevilla), el palacio de los Duques de Plasencia y Béjar en Madrid (hoy desaparecido, dado que en su solar se construyó el Banco de España), o ya en el siglo XIX, y en la misma ciudad, la del Palacete del duque de Plasencia, entre un largo etcétera. En cuanto al mundo de las letras, también, ejercieron mecenazgo como el realizado, entre a otros autores, por el VI Duque de Plasencia a Miguel de Cervantes, y quien le dedicó la primera parte del Quijote; o por último, ya en relación con el mundo de la pintura, el mecenazgo que realizó María Josefa de la Soledad Alfonso-Pimentel y Téllez-Girón, xii duquesa de Benavente y xiii duquesa de Plasencia, junto con su marido el duque de Osuna, a Francisco José de Goya y Lucientes, entre a otros muchos.
Por último, en cuanto a paisajismo, y siendo de los pocos jardines históricos que han llegado hasta nuestros días en España, los duques de Plasencia construyeron y crearon el parque del Bosque, en Béjar, antecedente del parque del Capricho, en Madrid, siguiendo las modas de los jardines renacentistas e ingleses que, en sus respectivas épocas, imperaban en Europa.